# Superliga polska w piłce ręcznej mężczyzn (2018/2019) – wyniki rundy zasadniczej
Wszystkie mecze ułożone są chronologicznie, w przypadku rozgrywania meczów o tej samej godzinie wcześniejszym jest mecz o niższym numerze meczu.
W przypadku, gdy co najmniej dwóch zawodników rzuci taką samą liczbę bramek – zawodnicy są ustawiani w kolejności, jak zdobywali bramki.

## Runda I

### Seria 1 – 01-02.09.2018
| 631 sierpnia 201818:30 | Gwardia Opole  | 26:36(13:17) | PGE Vive Kielce                 | gospodarz Widzów: 2000 Sędzia: Andrzej Chrzan, Michał Janas (Tarnów) |
| 631 sierpnia 201818:30 | Patryk Mauer 7 | 26:36(13:17) | 5 Julen Aguinagalde 5 Blaž Janc | gospodarz Widzów: 2000 Sędzia: Andrzej Chrzan, Michał Janas (Tarnów) |
| 631 sierpnia 201818:30 | 5× · 4×        | 26:36(13:17) | 5× · 2× · 1×                    | gospodarz Widzów: 2000 Sędzia: Andrzej Chrzan, Michał Janas (Tarnów) |

| 31 września 201817:00 | Stal Mielec                                     | 27:27 k. 5:6(14:13, k. 5:6) | MMTS Kwidzyn                               | gospodarz Widzów: 299 Sędzia: Andrzej Kierczak (Pielgrzymowice) Tomasz Wrona (Kraków) |
| 31 września 201817:00 | Tomasz Mochocki 8                               | 27:27 k. 5:6(14:13, k. 5:6) | 6 Kacper Adamski                           | gospodarz Widzów: 299 Sędzia: Andrzej Kierczak (Pielgrzymowice) Tomasz Wrona (Kraków) |
| 31 września 201817:00 | 4× · 3× · 1×                                    | 27:27 k. 5:6(14:13, k. 5:6) | 6× · 2×                                    | gospodarz Widzów: 299 Sędzia: Andrzej Kierczak (Pielgrzymowice) Tomasz Wrona (Kraków) |
| 31 września 201817:00 | Mochocki , Krupa , Wilk , Skuciński , Sarajlcić | Rzuty karne                 | Rosiak, Kryński, Nogowski, Potoczny, Peret | gospodarz Widzów: 299 Sędzia: Andrzej Kierczak (Pielgrzymowice) Tomasz Wrona (Kraków) |

| 51 września 201817:00 | Wybrzeże Gdańsk | 25:20(11:6) | Pogoń Szczecin | gospodarz Widzów: 1100 Sędzia: Dariusz Mroczkowski, Jakub Mroczkowski (Sierpc) |
| 51 września 201817:00 | Paweł Salacz 6  | 25:20(11:6) | 7 Paweł Krupa  | gospodarz Widzów: 1100 Sędzia: Dariusz Mroczkowski, Jakub Mroczkowski (Sierpc) |
| 51 września 201817:00 | 4× · 3×         | 25:20(11:6) | 6× · 4×        | gospodarz Widzów: 1100 Sędzia: Dariusz Mroczkowski, Jakub Mroczkowski (Sierpc) |

| 11 września 201818:00 | Azoty-Puławy  | 35:24(14:9) | Zagłębie Lubin                     | gospodarz Widzów: 700 Sędzia: Bartosz Leszczyński, Marcin Piechota (Płock) |
| 11 września 201818:00 | Marko Panić 8 | 35:24(14:9) | 4 Paweł Dudkowski 4 Marcel Sroczyk | gospodarz Widzów: 700 Sędzia: Bartosz Leszczyński, Marcin Piechota (Płock) |
| 11 września 201818:00 | 3× · 2×       | 35:24(14:9) | 3× · 2×                            | gospodarz Widzów: 700 Sędzia: Bartosz Leszczyński, Marcin Piechota (Płock) |

| 41 września 201818:00 | Chrobry Głogów | 29:23(14:10) | Piotrkowianin Piotrków Trybunalski | gospodarz Widzów: 1000 Sędzia: Jakub Gnyszka, Mateusz Stonoga (Ozimek) |
| 41 września 201818:00 | Adam Babicz 8  | 29:23(14:10) | 7 Marcin Tórz 7 Sebastian Iskra    | gospodarz Widzów: 1000 Sędzia: Jakub Gnyszka, Mateusz Stonoga (Ozimek) |
| 41 września 201818:00 | 7× · 3×        | 29:23(14:10) | 7× · 3× · 1×                       | gospodarz Widzów: 1000 Sędzia: Jakub Gnyszka, Mateusz Stonoga (Ozimek) |

| 22 września 201813:00 | MKS Kalisz     | 26:29(13:14) | Orlen Wisła Płock  | gospodarz Widzów: 2200 Sędzia: Filip Fahner, Łukasz Kubis (Głogów) |
| 22 września 201813:00 | Marek Szpera 7 | 26:29(13:14) | 5 Mateusz Góralski | gospodarz Widzów: 2200 Sędzia: Filip Fahner, Łukasz Kubis (Głogów) |
| 22 września 201813:00 | 7× · 3×        | 26:29(13:14) | 7× · 3×            | gospodarz Widzów: 2200 Sędzia: Filip Fahner, Łukasz Kubis (Głogów) |

| 72 września 201817:00 | NMC Górnik Zabrze    | 38:24(16:12) | Arka Gdynia                                   | gospodarz Widzów: 800 Sędzia: Cezary Figarski, Dariusz Żak (Radom) |
| 72 września 201817:00 | Bartłomiej Tomczak 6 | 38:24(16:12) | 5 Anderson Da Silva Mollino 5 Robert Kamyszek | gospodarz Widzów: 800 Sędzia: Cezary Figarski, Dariusz Żak (Radom) |
| 72 września 201817:00 | 5× · 4×              | 38:24(16:12) | 4× · 3×                                       | gospodarz Widzów: 800 Sędzia: Cezary Figarski, Dariusz Żak (Radom) |

### Seria 2 – 08-09.09.2018
| 97 września 201818:30 | PGE Vive Kielce                                                                                 | 32:23(14:9) | NMC Górnik Zabrze | gospodarz Sędzia: Marek Baranowski (Warszawa) Bogdan Lemanowicz (Płock) |
| 97 września 201818:30 | Krzysztof Lijewski 5 Ángel Fernández Pérez 5 Alex Dujshebaev 5 Blaž Janc 5 Mateusz Jachlewski 5 | 32:23(14:9) | 4 Iso Sluijters   | gospodarz Sędzia: Marek Baranowski (Warszawa) Bogdan Lemanowicz (Płock) |
| 97 września 201818:30 | 1× · 3×                                                                                         | 32:23(14:9) | 6× · 3×           | gospodarz Sędzia: Marek Baranowski (Warszawa) Bogdan Lemanowicz (Płock) |

| 138 września 201818:00 | Orlen Wisła Płock | 38:22(20:10) | Stal Mielec    | gospodarz Widzów: 1750 Sędzia: Kamil Dąbrowski, Paweł Staniek (Kielce) |
| 138 września 201818:00 | Lovro Mihić 8     | 38:22(20:10) | 8 Jakub Ćwięka | gospodarz Widzów: 1750 Sędzia: Kamil Dąbrowski, Paweł Staniek (Kielce) |
| 138 września 201818:00 | 5× · 3×           | 38:22(20:10) | 8× · 3×        | gospodarz Widzów: 1750 Sędzia: Kamil Dąbrowski, Paweł Staniek (Kielce) |

| 148 września 201818:00 | Azoty-Puławy  | 28:24(14:10) | MKS Kalisz       | gospodarz Widzów: 700 Sędzia: Grzegorz Młyński (Zwoleń) Rafał Puszkarski (Legionowo) |
| 148 września 201818:00 | Marko Panić 8 | 28:24(14:10) | 7 Artur Klopsteg | gospodarz Widzów: 700 Sędzia: Grzegorz Młyński (Zwoleń) Rafał Puszkarski (Legionowo) |
| 148 września 201818:00 | 5× · 3×       | 28:24(14:10) | 4× · 3× · 1×     | gospodarz Widzów: 700 Sędzia: Grzegorz Młyński (Zwoleń) Rafał Puszkarski (Legionowo) |

| 108 września 201818:30 | Pogoń Szczecin | 26:27(13:17) | Gwardia Opole  | gospodarz Widzów: 350 Sędzia: Andrzej Gratunik (Zielona Góra) Mariusz Wołowicz (Wtórek) |
| 108 września 201818:30 | Paweł Krupa 5  | 26:27(13:17) | 6 Patryk Mauer | gospodarz Widzów: 350 Sędzia: Andrzej Gratunik (Zielona Góra) Mariusz Wołowicz (Wtórek) |
| 108 września 201818:30 | 9× · 2× · 1×   | 26:27(13:17) | 6× · 3×        | gospodarz Widzów: 350 Sędzia: Andrzej Gratunik (Zielona Góra) Mariusz Wołowicz (Wtórek) |

| 129 września 201813:00 | MMTS Kwidzyn      | 24:22(16:10) | Chrobry Głogów         | gospodarz Widzów: 1200 Sędzia: Dariusz Mroczkowski, Jakub Mroczkowski (Sierpc) |
| 129 września 201813:00 | Andrzej Kryński 7 | 24:22(16:10) | 6 Stanisław Makowiejew | gospodarz Widzów: 1200 Sędzia: Dariusz Mroczkowski, Jakub Mroczkowski (Sierpc) |
| 129 września 201813:00 | 3× · 4×           | 24:22(16:10) | 8× · 3× · 1×           | gospodarz Widzów: 1200 Sędzia: Dariusz Mroczkowski, Jakub Mroczkowski (Sierpc) |

| 89 września 201816:00 | Zagłębie Lubin    | 38:27(19:15) | Arka Gdynia                 | gospodarz Widzów: 880 Sędzia: Mariusz Marciniak, Piotr Radziszewski (Wolsztyn) |
| 89 września 201816:00 | 8 Marek Marciniak | 38:27(19:15) | 7 Anderson Da Silva Mollino | gospodarz Widzów: 880 Sędzia: Mariusz Marciniak, Piotr Radziszewski (Wolsztyn) |
| 89 września 201816:00 | 3× · 3×           | 38:27(19:15) | 5× · 3× · 1×                | gospodarz Widzów: 880 Sędzia: Mariusz Marciniak, Piotr Radziszewski (Wolsztyn) |

| 119 września 201817:00 | Piotrkowianin Piotrków Trybunalski | 26:27(15:16) | Wybrzeże Gdańsk      | gospodarz Widzów: 600 Sędzia: Sebastian Pelc, Jakub Pretzlaf (Rzeszów) |
| 119 września 201817:00 | Filip Surosz 7                     | 26:27(15:16) | 12 Adrian Kondratiuk | gospodarz Widzów: 600 Sędzia: Sebastian Pelc, Jakub Pretzlaf (Rzeszów) |
| 119 września 201817:00 | 5× · 3× · 1×                       | 26:27(15:16) | 5× · 4×              | gospodarz Widzów: 600 Sędzia: Sebastian Pelc, Jakub Pretzlaf (Rzeszów) |

### Seria 3 – 15-16.09.2018
| 2111 września 201818:00 | Arka Gdynia        | 31:40(14:21) | PGE Vive Kielce                          | gospodarz Widzów: 1000 Sędzia: Michał Orzech, Robert Orzech (Brodnica) |
| 2111 września 201818:00 | Rafał Rychlewski 6 | 31:40(14:21) | 6 Mateusz Jachlewski 6 Daniel Dujshebaev | gospodarz Widzów: 1000 Sędzia: Michał Orzech, Robert Orzech (Brodnica) |
| 2111 września 201818:00 | 4× · 3×            | 31:40(14:21) | 1× · 2×                                  | gospodarz Widzów: 1000 Sędzia: Michał Orzech, Robert Orzech (Brodnica) |

| 1712 września 201820:15 | Chrobry Głogów  | 26:33(13:17) | Orlen Wisła Płock                         | gospodarz Widzów: 700 Sędzia: Krzysztof Bąk, Kamil Ciesielski (Zielona Góra) |
| 1712 września 201820:15 | Marek Podobas 6 | 26:33(13:17) | 5 Renato Sulić 5 José Guilherme De Toledo | gospodarz Widzów: 700 Sędzia: Krzysztof Bąk, Kamil Ciesielski (Zielona Góra) |
| 1712 września 201820:15 | 5× · 3×         | 26:33(13:17) | 7× · 4×                                   | gospodarz Widzów: 700 Sędzia: Krzysztof Bąk, Kamil Ciesielski (Zielona Góra) |

| 1614 września 201818:00 | Stal Mielec         | 24:41(12:22) | Azoty-Puławy    | gospodarz Widzów: 200 Sędzia: Michał Fabryczny (Mysłowice) Jakub Rawicki (Katowice) |
| 1614 września 201818:00 | Bartosz Kowalczyk 8 | 24:41(12:22) | 7 Jerko Matulić | gospodarz Widzów: 200 Sędzia: Michał Fabryczny (Mysłowice) Jakub Rawicki (Katowice) |
| 1614 września 201818:00 | 6× · 3×             | 24:41(12:22) | 4× · 2×         | gospodarz Widzów: 200 Sędzia: Michał Fabryczny (Mysłowice) Jakub Rawicki (Katowice) |

| 1814 września 201818:30 | Wybrzeże Gdańsk                      | 26:27(15:16) | MMTS Kwidzyn   | gospodarz Widzów: 1300 Sędzia: Marek Baranowski (Warszawa) Bogdan Lemanowicz (Płock) |
| 1814 września 201818:30 | Mateusz Wróbel 8 Adrian Kondratiuk 8 | 26:27(15:16) | 8 Michał Peret | gospodarz Widzów: 1300 Sędzia: Marek Baranowski (Warszawa) Bogdan Lemanowicz (Płock) |
| 1814 września 201818:30 | 7× · 4×                              | 26:27(15:16) | 5× · 2×        | gospodarz Widzów: 1300 Sędzia: Marek Baranowski (Warszawa) Bogdan Lemanowicz (Płock) |

| 1515 września 201818:30 | MKS Kalisz    | 27:29(14:14) | Zagłębie Lubin                 | gospodarz Widzów: 2700 Sędzia: Joanna Brehmer (Mikołów) Agnieszka Skowronek (Ruda Śląska) |
| 1515 września 201818:30 | Michał Drej 9 | 27:29(14:14) | 6 Jakub Moryń 6 Łukasz Kuźdeba | gospodarz Widzów: 2700 Sędzia: Joanna Brehmer (Mikołów) Agnieszka Skowronek (Ruda Śląska) |
| 1515 września 201818:30 | 4× · 3× · 1×  | 27:29(14:14) | 5× · 3×                        | gospodarz Widzów: 2700 Sędzia: Joanna Brehmer (Mikołów) Agnieszka Skowronek (Ruda Śląska) |

| 1915 września 201818:30 | Gwardia Opole                                   | 26:26 k. 3:4(16:10, k. 3:4) | Piotrkowianin Piotrków Trybunalski | gospodarz Widzów: 1500 Sędzia: Korneliusz Habierski, Grzegorz Skrobak (Głogów) |
| 1915 września 201818:30 | Patryk Mauer 10                                 | 26:26 k. 3:4(16:10, k. 3:4) | 4 Marcin Tórz                      | gospodarz Widzów: 1500 Sędzia: Korneliusz Habierski, Grzegorz Skrobak (Głogów) |
| 1915 września 201818:30 | 5× · 3×                                         | 26:26 k. 3:4(16:10, k. 3:4) | 4× · 3× · 1×                       | gospodarz Widzów: 1500 Sędzia: Korneliusz Habierski, Grzegorz Skrobak (Głogów) |
| 1915 września 201818:30 | Siwak , Mauer , Morawski , Lemaniak , Jankowski | Rzuty karne                 | Swat, Nastaj, Tórz, Iskra, Szopa   | gospodarz Widzów: 1500 Sędzia: Korneliusz Habierski, Grzegorz Skrobak (Głogów) |

| 2016 września 201817:00 | NMC Górnik Zabrze    | 32:26(15:14) | Pogoń Szczecin   | gospodarz Widzów: 700 Sędzia: Andrzej Kierczak (Pielgrzymowice) Tomasz Wrona (Kraków) |
| 2016 września 201817:00 | Bartłomiej Tomczak 7 | 32:26(15:14) | 8 Arkadiusz Bosy | gospodarz Widzów: 700 Sędzia: Andrzej Kierczak (Pielgrzymowice) Tomasz Wrona (Kraków) |
| 2016 września 201817:00 | 4× · 3× · 1×         | 32:26(15:14) | 5× · 3×          | gospodarz Widzów: 700 Sędzia: Andrzej Kierczak (Pielgrzymowice) Tomasz Wrona (Kraków) |

### Seria 4 – 22-23.09.2018
| 2618 września 201818:00 | Orlen Wisła Płock                          | 38:27(17:14) | Wybrzeże Gdańsk | gospodarz Widzów: 1000 Sędzia: Andrzej Gratunik (Zielona Góra) Mariusz Wołowicz (Wtórek) |
| 2618 września 201818:00 | Michał Daszek 7 José Guilherme De Toledo 7 | 38:27(17:14) | Paweł Salacz    | gospodarz Widzów: 1000 Sędzia: Andrzej Gratunik (Zielona Góra) Mariusz Wołowicz (Wtórek) |
| 2618 września 201818:00 | 4× · 4×                                    | 38:27(17:14) | 4× · 3×         | gospodarz Widzów: 1000 Sędzia: Andrzej Gratunik (Zielona Góra) Mariusz Wołowicz (Wtórek) |

| 2218 września 201820:15 | Zagłębie Lubin   | 26:35(12:19) | PGE Vive Kielce         | gospodarz Widzów: 1300 Sędzia: Jakub Jerlecki, Maciej Łabuń (Szczecin) |
| 2218 września 201820:15 | Mikołaj Kupiec 5 | 26:35(12:19) | 7 Ángel Fernández Pérez | gospodarz Widzów: 1300 Sędzia: Jakub Jerlecki, Maciej Łabuń (Szczecin) |
| 2218 września 201820:15 | 4× · 3× · 2×     | 26:35(12:19) | 4× · 3× · 1×            | gospodarz Widzów: 1300 Sędzia: Jakub Jerlecki, Maciej Łabuń (Szczecin) |

| 2421 września 201818:30 | Piotrkowianin Piotrków Trybunalski | 26:28(12:14) | NMC Górnik Zabrze | gospodarz Widzów: 450 Sędzia: Kamil Dąbrowski, Paweł Staniek (Kielce) |
| 2421 września 201818:30 | Piotr Swat 6                       | 26:28(12:14) | 5 Iso Slujters    | gospodarz Widzów: 450 Sędzia: Kamil Dąbrowski, Paweł Staniek (Kielce) |
| 2421 września 201818:30 | 4× · 2× · 1×                       | 26:28(12:14) | 7× · 3×           | gospodarz Widzów: 450 Sędzia: Kamil Dąbrowski, Paweł Staniek (Kielce) |

| 2821 września 201818:30 | MKS Kalisz    | 29:28(14:11) | Stal Mielec         | gospodarz Widzów: 2350 Sędzia: Korneliusz Habierski, Grzegorz Skrobak (Głogów) |
| 2821 września 201818:30 | Michał Drej 6 | 29:28(14:11) | 7 Bartosz Kowalczyk | gospodarz Widzów: 2350 Sędzia: Korneliusz Habierski, Grzegorz Skrobak (Głogów) |
| 2821 września 201818:30 | 8× · 3× · 1×  | 29:28(14:11) | 5× · 3×             | gospodarz Widzów: 2350 Sędzia: Korneliusz Habierski, Grzegorz Skrobak (Głogów) |

| 2522 września 201817:00 | MMTS Kwidzyn      | 26:27(13:12) | Gwardia Opole   | gospodarz Widzów: 1200 Sędzia: Bartosz Leszczyński, Marcin Piechota (Płock) |
| 2522 września 201817:00 | Adrian Nogowski 6 | 26:27(13:12) | 5 Kamil Mokrzki | gospodarz Widzów: 1200 Sędzia: Bartosz Leszczyński, Marcin Piechota (Płock) |
| 2522 września 201817:00 | 5× · 2×           | 26:27(13:12) | 6× · 3×         | gospodarz Widzów: 1200 Sędzia: Bartosz Leszczyński, Marcin Piechota (Płock) |

| 2322 września 201818:00 | Pogoń Szczecin                | 20:19(9:9) | Arka Gdynia       | gospodarz Widzów: 550 Sędzia: Filip Fahner, Łukasz Kubis (Głogów) |
| 2322 września 201818:00 | Dawid Krysiak 6 Paweł Krupa 6 | 20:19(9:9) | 4 Robert Kamyszek | gospodarz Widzów: 550 Sędzia: Filip Fahner, Łukasz Kubis (Głogów) |
| 2322 września 201818:00 | 8× · 2× · 1×                  | 20:19(9:9) | 6× · 3×           | gospodarz Widzów: 550 Sędzia: Filip Fahner, Łukasz Kubis (Głogów) |

| 2722 września 201818:00 | Azoty-Puławy  | 34:26(15:9) | Chrobry Głogów    | gospodarz Widzów: 700 Sędzia: Sebastian Pelc, Jakub Pretzlaf (Rzeszów) |
| 2722 września 201818:00 | Marko Panić 6 | 34:26(15:9) | 6 Michał Bartczak | gospodarz Widzów: 700 Sędzia: Sebastian Pelc, Jakub Pretzlaf (Rzeszów) |
| 2722 września 201818:00 | 3× · 4×       | 34:26(15:9) | 2× · 4×           | gospodarz Widzów: 700 Sędzia: Sebastian Pelc, Jakub Pretzlaf (Rzeszów) |

### Seria 5 – 29.09.2018
| 3525 września 201818:30 | PGE Vive Kielce    | 48:29(14:14) | Pogoń Szczecin | gospodarz Widzów: 1300 Sędzia: Sebastian Pelc, Jakub Pretzlaf (Rzeszów) |
| 3525 września 201818:30 | Arkadiusz Moryto 9 | 48:29(14:14) | 10 Paweł Krupa | gospodarz Widzów: 1300 Sędzia: Sebastian Pelc, Jakub Pretzlaf (Rzeszów) |
| 3525 września 201818:30 | 3×                 | 48:29(14:14) | 2× · 3×        | gospodarz Widzów: 1300 Sędzia: Sebastian Pelc, Jakub Pretzlaf (Rzeszów) |

| 3129 września 201817:00 | Wybrzeże Gdańsk | 16:31(8:18) | Azoty-Puławy  | gospodarz Widzów: 1050 Sędzia: Mariusz Marciniak, Piotr Radziszewski (Wolsztyn) |
| 3129 września 201817:00 | Paweł Salacz 7  | 16:31(8:18) | 7 Marko Panić | gospodarz Widzów: 1050 Sędzia: Mariusz Marciniak, Piotr Radziszewski (Wolsztyn) |
| 3129 września 201817:00 | 3× · 2×         | 16:31(8:18) | 5× · 2×       | gospodarz Widzów: 1050 Sędzia: Mariusz Marciniak, Piotr Radziszewski (Wolsztyn) |

| 2929 września 201818:00 | Stal Mielec                                                      | 27:24(13:9) | Zagłębie Lubin    | gospodarz Widzów: 250 Sędzia: Cezary Figarski, Dariusz Żak (Radom) |
| 2929 września 201818:00 | Tomasz Mochocki 5 Paweł Wilk 5 Bartosz Kowalczyk 5 Piotr Krępa 5 | 27:24(13:9) | 8 Paweł Dudkowski | gospodarz Widzów: 250 Sędzia: Cezary Figarski, Dariusz Żak (Radom) |
| 2929 września 201818:00 | 12× · 3× · 2×                                                    | 27:24(13:9) | 11× · 2× · 3×     | gospodarz Widzów: 250 Sędzia: Cezary Figarski, Dariusz Żak (Radom) |

| 3329 września 201818:00 | NMC Górnik Zabrze    | 30:21(16:11) | MMTS Kwidzyn         | gospodarz Widzów: 800 Sędzia: Filip Fahner, Łukasz Kubis (Głogów) |
| 3329 września 201818:00 | Bartłomiej Tomczak 5 | 30:21(16:11) | 5 Robert Orzechowski | gospodarz Widzów: 800 Sędzia: Filip Fahner, Łukasz Kubis (Głogów) |
| 3329 września 201818:00 | 5× · 3×              | 30:21(16:11) | 5× · 2× · 1×         | gospodarz Widzów: 800 Sędzia: Filip Fahner, Łukasz Kubis (Głogów) |

| 3429 września 201818:00 | Arka Gdynia        | 33:37(16:16) | Piotrkowianin Piotrków Trybunalski | gospodarz Widzów: 200 Sędzia: Grzegorz Młyński (Zwoleń) Rafał Puszkarski (Legionowo) |
| 3429 września 201818:00 | Rafał Rychlewski 8 | 33:37(16:16) | 8 Grzegorz Sobut                   | gospodarz Widzów: 200 Sędzia: Grzegorz Młyński (Zwoleń) Rafał Puszkarski (Legionowo) |
| 3429 września 201818:00 | 6× · 3×            | 33:37(16:16) | 5× · 3×                            | gospodarz Widzów: 200 Sędzia: Grzegorz Młyński (Zwoleń) Rafał Puszkarski (Legionowo) |

| 3229 września 201818:30 | Gwardia Opole  | 24:37(12:21) | Orlen Wisła Płock | gospodarz Widzów: 2500 Sędzia: Korneliusz Habierski, Grzegorz Skrobak (Głogów) |
| 3229 września 201818:30 | Patryk Mauer 5 | 24:37(12:21) | 14 Michał Daszek  | gospodarz Widzów: 2500 Sędzia: Korneliusz Habierski, Grzegorz Skrobak (Głogów) |
| 3229 września 201818:30 | 4× · 3×        | 24:37(12:21) | 7× · 3×           | gospodarz Widzów: 2500 Sędzia: Korneliusz Habierski, Grzegorz Skrobak (Głogów) |

| 3030 września 201813:00 | Chrobry Głogów                    | 22:24(11:12) | MKS Kalisz    | gospodarz Widzów: 1000 Sędzia: Łukasz Kamrowski (Cedry Wielkie) Piotr Wojdyr (Gdańsk) |
| 3030 września 201813:00 | Tomasz Klinger 4 Kamil Sadowski 4 | 22:24(11:12) | 6 Artur Bożek | gospodarz Widzów: 1000 Sędzia: Łukasz Kamrowski (Cedry Wielkie) Piotr Wojdyr (Gdańsk) |
| 3030 września 201813:00 | 4× · 3×                           | 22:24(11:12) | 9× · 3× · 1×  | gospodarz Widzów: 1000 Sędzia: Łukasz Kamrowski (Cedry Wielkie) Piotr Wojdyr (Gdańsk) |

### Seria 6 – 06-07.10.2018
| 372 października 201818:30 | Piotrkowianin Piotrków Trybunalski | 32:45(18:19) | PGE Vive Kielce     | gospodarz Widzów: 600 Sędzia: Łukasz Kamrowski (Cedry Wielkie) Piotr Wojdyr (Gdańsk) |
| 372 października 201818:30 | Grzegorz Sobut 7                   | 32:45(18:19) | 17 Arkadiusz Moryto | gospodarz Widzów: 600 Sędzia: Łukasz Kamrowski (Cedry Wielkie) Piotr Wojdyr (Gdańsk) |
| 372 października 201818:30 | 4× · 2×                            | 32:45(18:19) | 3× · 2× · 1×        | gospodarz Widzów: 600 Sędzia: Łukasz Kamrowski (Cedry Wielkie) Piotr Wojdyr (Gdańsk) |

| 392 października 201820:15 | Orlen Wisła Płock | 25:26(10:13) | NMC Górnik Zabrze               | gospodarz Widzów: 1200 Sędzia: Andrzej Chrzan, Michał Janas (Tarnów) |
| 392 października 201820:15 | Igor Žabič 5      | 25:26(10:13) | 4 Iso Sluijters 4 Jurij Gromyko | gospodarz Widzów: 1200 Sędzia: Andrzej Chrzan, Michał Janas (Tarnów) |
| 392 października 201820:15 | 2× · 3×           | 25:26(10:13) | 6× · 3×                         | gospodarz Widzów: 1200 Sędzia: Andrzej Chrzan, Michał Janas (Tarnów) |

| 403 października 201818:00 | Azoty-Puławy                       | 34:22(16:12) | Gwardia Opole       | gospodarz Widzów: 740 Sędzia: Marek Baranowski (Warszawa) Bogdan Lemanowicz (Płock) |
| 403 października 201818:00 | Paweł Podsiadło 5 Adam Skrabania 5 | 34:22(16:12) | 7 Mateusz Jankowski | gospodarz Widzów: 740 Sędzia: Marek Baranowski (Warszawa) Bogdan Lemanowicz (Płock) |
| 403 października 201818:00 | 4× · 3×                            | 34:22(16:12) | 6× · 2×             | gospodarz Widzów: 740 Sędzia: Marek Baranowski (Warszawa) Bogdan Lemanowicz (Płock) |

| 386 października 201817:00 | MMTS Kwidzyn      | 25:19(10:12) | Arka Gdynia        | gospodarz Widzów: 1100 Sędzia: Dariusz Mroczkowski, Jakub Mroczkowski (Sierpc) |
| 386 października 201817:00 | Michał Potoczny 6 | 25:19(10:12) | 6 Rafał Rychlewski | gospodarz Widzów: 1100 Sędzia: Dariusz Mroczkowski, Jakub Mroczkowski (Sierpc) |
| 386 października 201817:00 | 3× · 3×           | 25:19(10:12) | 7× · 3×            | gospodarz Widzów: 1100 Sędzia: Dariusz Mroczkowski, Jakub Mroczkowski (Sierpc) |

| 366 października 201818:00 | Zagłębie Lubin    | 30:25(15:14) | Pogoń Szczecin | gospodarz Widzów: 670 Sędzia: Krzysztof Bąk, Kamil Ciesielski (Zielona Góra) |
| 366 października 201818:00 | Paweł Dudkowski 7 | 30:25(15:14) | 10 Paweł Krupa | gospodarz Widzów: 670 Sędzia: Krzysztof Bąk, Kamil Ciesielski (Zielona Góra) |
| 366 października 201818:00 | 4× · 3×           | 30:25(15:14) | 3× · 3×        | gospodarz Widzów: 670 Sędzia: Krzysztof Bąk, Kamil Ciesielski (Zielona Góra) |

| 426 października 201818:00 | Stal Mielec          | 24:30(15:15) | Chrobry Głogów       | gospodarz Widzów: 299 Sędzia: Andrzej Kierczak (Pielgrzymowice) Tomasz Wrona (Kraków) |
| 426 października 201818:00 | Bartosz Kowalczyk 11 | 24:30(15:15) | 8 Damian Krzysztofik | gospodarz Widzów: 299 Sędzia: Andrzej Kierczak (Pielgrzymowice) Tomasz Wrona (Kraków) |
| 426 października 201818:00 | 5× · 4×              | 24:30(15:15) | 6× · 3×              | gospodarz Widzów: 299 Sędzia: Andrzej Kierczak (Pielgrzymowice) Tomasz Wrona (Kraków) |

| 417 października 201813:00 | MKS Kalisz     | 29:31(13:12) | Wybrzeże Gdańsk      | gospodarz Widzów: 2550 Sędzia: Jakub Jerlecki, Maciej Łabuń (Szczecin) |
| 417 października 201813:00 | Marek Szpera 7 | 29:31(13:12) | 10 Adrian Kondratiuk | gospodarz Widzów: 2550 Sędzia: Jakub Jerlecki, Maciej Łabuń (Szczecin) |
| 417 października 201813:00 | 5× · 3× · 1×   | 29:31(13:12) | 9× · 2×              | gospodarz Widzów: 2550 Sędzia: Jakub Jerlecki, Maciej Łabuń (Szczecin) |

### Seria 7 – 13-14.10.2018
| 479 października 201818:00 | Arka Gdynia                 | 27:31(12:14) | Orlen Wisła Płock | gospodarz Widzów: 1000 Sędzia: Jakub Jerlecki, Maciej Łabuń (Szczecin) |
| 479 października 201818:00 | Anderson Da Silva Mollino 5 | 27:31(12:14) | 7 Lovro Mihić     | gospodarz Widzów: 1000 Sędzia: Jakub Jerlecki, Maciej Łabuń (Szczecin) |
| 479 października 201818:00 | 2× · 2×                     | 27:31(12:14) | 4× · 2×           | gospodarz Widzów: 1000 Sędzia: Jakub Jerlecki, Maciej Łabuń (Szczecin) |

| 489 października 201820:15 | PGE Vive Kielce    | 36:27(17:16) | MMTS Kwidzyn      | gospodarz Widzów: 2000 Sędzia: Michał Fabryczny (Mysłowice) Jakub Rawicki (Katowice) |
| 489 października 201820:15 | Akradiusz Moryto 8 | 36:27(17:16) | 7 Michał Potoczny | gospodarz Widzów: 2000 Sędzia: Michał Fabryczny (Mysłowice) Jakub Rawicki (Katowice) |
| 489 października 201820:15 | 3× · 2×            | 36:27(17:16) | 3× · 3×           | gospodarz Widzów: 2000 Sędzia: Michał Fabryczny (Mysłowice) Jakub Rawicki (Katowice) |

| 4511 października 201818:30 | Gwardia Opole   | 30:28(17:15) | MKS Kalisz          | gospodarz Widzów: 1000 Sędzia: Andrzej Chrzan, Michał Janas (Tarnów) |
| 4511 października 201818:30 | Kamil Mokrzki 6 | 30:28(17:15) | 8 Maciej Pilitowski | gospodarz Widzów: 1000 Sędzia: Andrzej Chrzan, Michał Janas (Tarnów) |
| 4511 października 201818:30 | 4× · 1×         | 30:28(17:15) | 5× · 3×             | gospodarz Widzów: 1000 Sędzia: Andrzej Chrzan, Michał Janas (Tarnów) |

| 4913 października 201818:00 | Pogoń Szczecin | 27:29(13:17) | Piotrkowianin Piotrków Trybunalski | gospodarz Widzów: 400 Sędzia: Mariusz Marciniak, Piotr Radziszewski (Wolsztyn) |
| 4913 października 201818:00 | Paweł Krupa 6  | 27:29(13:17) | 7 Marcin Szopa                     | gospodarz Widzów: 400 Sędzia: Mariusz Marciniak, Piotr Radziszewski (Wolsztyn) |
| 4913 października 201818:00 | 5× · 4×        | 27:29(13:17) | 5× · 3× · 1×                       | gospodarz Widzów: 400 Sędzia: Mariusz Marciniak, Piotr Radziszewski (Wolsztyn) |

| 4613 października 201818:30 | NMC Górnik Zabrze                                 | 28:25(15:13) | Azoty-Puławy    | gospodarz Widzów: 950 Sędzia: Bartosz Leszczyński, Marcin Piechota (Płock) |
| 4613 października 201818:30 | Aleksandr Buszkow 5 Marek Daćko 5 Iso Sluijters 5 | 28:25(15:13) | 6 Jerko Matulić | gospodarz Widzów: 950 Sędzia: Bartosz Leszczyński, Marcin Piechota (Płock) |
| 4613 października 201818:30 | 5× · 3×                                           | 28:25(15:13) | 5× · 3×         | gospodarz Widzów: 950 Sędzia: Bartosz Leszczyński, Marcin Piechota (Płock) |

| 4414 października 201817:00 | Wybrzeże Gdańsk       | 29:23(13:13) | Stal Mielec         | gospodarz Widzów: 1200 Sędzia: Dariusz Mroczkowski, Jakub Mroczkowski (Sierpc) |
| 4414 października 201817:00 | Wojciech Prymlewicz 7 | 29:23(13:13) | 6 Bartosz Kowalczyk | gospodarz Widzów: 1200 Sędzia: Dariusz Mroczkowski, Jakub Mroczkowski (Sierpc) |
| 4414 października 201817:00 | 7× · 3×               | 29:23(13:13) | 4× · 2× · 1×        | gospodarz Widzów: 1200 Sędzia: Dariusz Mroczkowski, Jakub Mroczkowski (Sierpc) |

| 4314 października 201818:00 | Chrobry Głogów   | 23:19(15:9) | Zagłębie Lubin    | gospodarz Widzów: 1300 Sędzia: Joanna Brehmer (Mikołów) Agnieszka Skowronek (Ruda Śląska) |
| 4314 października 201818:00 | Kamil Sadowski 7 | 23:19(15:9) | 5 Paweł Dudkowski | gospodarz Widzów: 1300 Sędzia: Joanna Brehmer (Mikołów) Agnieszka Skowronek (Ruda Śląska) |
| 4314 października 201818:00 | 7× · 2× · 1×     | 23:19(15:9) | 7× · 3× · 1×      | gospodarz Widzów: 1300 Sędzia: Joanna Brehmer (Mikołów) Agnieszka Skowronek (Ruda Śląska) |

### Seria 8 – 17.10.2018
| 5117 października 201818:00 | MMTS Kwidzyn         | 27:22(14:13) | Pogoń Szczecin   | gospodarz Widzów: 1100 Sędzia: Michał Orzech, Robert Orzech (Brodnica) |
| 5117 października 201818:00 | Robert Orzechowski 8 | 27:22(14:13) | 6 Arkadiusz Bosy | gospodarz Widzów: 1100 Sędzia: Michał Orzech, Robert Orzech (Brodnica) |
| 5117 października 201818:00 | 2× · 4×              | 27:22(14:13) | 5× · 3×          | gospodarz Widzów: 1100 Sędzia: Michał Orzech, Robert Orzech (Brodnica) |

| 5317 października 201818:00 | Azoty-Puławy                         | 35:22(15:9) | Arka Gdynia                 | gospodarz Widzów: 700 Sędzia: Kamil Dąbrowski, Paweł Staniek (Kielce) |
| 5317 października 201818:00 | Mateusz Seroka 6 Piotr Jarosiewicz 6 | 35:22(15:9) | 4 Anderson Da Silva Mollino | gospodarz Widzów: 700 Sędzia: Kamil Dąbrowski, Paweł Staniek (Kielce) |
| 5317 października 201818:00 | 4× · 3×                              | 35:22(15:9) | 4× · 3×                     | gospodarz Widzów: 700 Sędzia: Kamil Dąbrowski, Paweł Staniek (Kielce) |

| 5617 października 201818:00 | Chrobry Głogów | 26:21(14:11) | Wybrzeże Gdańsk       | gospodarz Widzów: 800 Sędzia: Mariusz Marciniak, Piotr Radziszewski (Wolsztyn) |
| 5617 października 201818:00 | Adam Babicz 7  | 26:21(14:11) | 7 Wojciech Prymlewicz | gospodarz Widzów: 800 Sędzia: Mariusz Marciniak, Piotr Radziszewski (Wolsztyn) |
| 5617 października 201818:00 | 7× · 4× · 1×   | 26:21(14:11) | 6× · 4× · 1×          | gospodarz Widzów: 800 Sędzia: Mariusz Marciniak, Piotr Radziszewski (Wolsztyn) |

| 5417 października 201818:30 | MKS Kalisz                               | 26:26 k. 2:4(16:11, k. 2:4) | NMC Górnik Zabrze                  | gospodarz Widzów: 2550 Sędzia: Korneliusz Habierski, Grzegorz Skrobak (Głogów) |
| 5417 października 201818:30 | Michał Czerwiński 8                      | 26:26 k. 2:4(16:11, k. 2:4) | 5 Patryk Gluch                     | gospodarz Widzów: 2550 Sędzia: Korneliusz Habierski, Grzegorz Skrobak (Głogów) |
| 5417 października 201818:30 | 8× · 3× · 1×                             | 26:26 k. 2:4(16:11, k. 2:4) | 5× · 4×                            | gospodarz Widzów: 2550 Sędzia: Korneliusz Habierski, Grzegorz Skrobak (Głogów) |
| 5417 października 201818:30 | Adamski , Grozdek , Czerwiński , Krytski | Rzuty karne                 | Gliński, Czuwara, Daćko, Sluijters | gospodarz Widzów: 2550 Sędzia: Korneliusz Habierski, Grzegorz Skrobak (Głogów) |

| 5517 października 201819:00 | Stal Mielec  | 28:39(14:17) | Gwardia Opole  | gospodarz Widzów: 280 Sędzia: Joanna Brehmer (Mikołów) Agnieszka Skowronek (Ruda Śląska) |
| 5517 października 201819:00 | Paweł Wilk 6 | 28:39(14:17) | 9 Patryk Mauer | gospodarz Widzów: 280 Sędzia: Joanna Brehmer (Mikołów) Agnieszka Skowronek (Ruda Śląska) |
| 5517 października 201819:00 | 2× · 2×      | 28:39(14:17) | 4× · 3×        | gospodarz Widzów: 280 Sędzia: Joanna Brehmer (Mikołów) Agnieszka Skowronek (Ruda Śląska) |

| 5217 października 201820:15 | Orlen Wisła Płock | 24:31(10:18) | PGE Vive Kielce    | gospodarz Widzów: 4000 Sędzia: Krzysztof Bąk, Kamil Ciesielski (Zielona Góra) |
| 5217 października 201820:15 | Michał Daszek 7   | 24:31(10:18) | 9 Arkadiusz Moryto | gospodarz Widzów: 4000 Sędzia: Krzysztof Bąk, Kamil Ciesielski (Zielona Góra) |
| 5217 października 201820:15 | 6× · 4×           | 24:31(10:18) | 7× · 4×            | gospodarz Widzów: 4000 Sędzia: Krzysztof Bąk, Kamil Ciesielski (Zielona Góra) |

| 5019 października 201816:00 | Zagłębie Lubin                                            | 23:23 k. 5:4(13:9, k. 5:4) | Piotrkowianin Piotrków Trybunalski  | gospodarz Widzów: 317 Sędzia: Jakub Gnyszka, Mateusz Stonoga (Ozimek) |
| 5019 października 201816:00 | Paweł Dudkowski 6                                         | 23:23 k. 5:4(13:9, k. 5:4) | 5 Grzegorz Sobut 5 Szymon Woynowski | gospodarz Widzów: 317 Sędzia: Jakub Gnyszka, Mateusz Stonoga (Ozimek) |
| 5019 października 201816:00 | 6× · 3× · 1×                                              | 23:23 k. 5:4(13:9, k. 5:4) | 4× · 4×                             | gospodarz Widzów: 317 Sędzia: Jakub Gnyszka, Mateusz Stonoga (Ozimek) |
| 5019 października 201816:00 | Dudkowski , Chychykalo , Sroczyk , Bondzior , Stankiewicz | Rzuty karne                | Swat, Nastaj, Tórz, Iskra, Szopa    | gospodarz Widzów: 317 Sędzia: Jakub Gnyszka, Mateusz Stonoga (Ozimek) |

### Seria 9 – 03-04.11.2018
| 6230 października 201818:30 | Pogoń Szczecin | 23:31(11:15) | Orlen Wisła Płock   | gospodarz Widzów: 700 Sędzia: Andrzej Gratunik (Zielona Góra) Mariusz Wołowicz (Wtórek) |
| 6230 października 201818:30 | Paweł Krupa 9  | 23:31(11:15) | 6 Nemanja Obradović | gospodarz Widzów: 700 Sędzia: Andrzej Gratunik (Zielona Góra) Mariusz Wołowicz (Wtórek) |
| 6230 października 201818:30 | 2× · 3×        | 23:31(11:15) | 4× · 3×             | gospodarz Widzów: 700 Sędzia: Andrzej Gratunik (Zielona Góra) Mariusz Wołowicz (Wtórek) |

| 6130 października 201820:15 | PGE Vive Kielce         | 35:18(16:7) | Azoty-Puławy  | gospodarz Widzów: 2300 Sędzia: Andrzej Chrzan, Michał Janas (Tarnów) |
| 6130 października 201820:15 | Ángel Fernández Pérez 9 | 35:18(16:7) | 7 Marko Panić | gospodarz Widzów: 2300 Sędzia: Andrzej Chrzan, Michał Janas (Tarnów) |
| 6130 października 201820:15 | 1×                      | 35:18(16:7) | 2× · 2×       | gospodarz Widzów: 2300 Sędzia: Andrzej Chrzan, Michał Janas (Tarnów) |

| 582 listopada 201818:30 | Gwardia Opole       | 29:27(14:12) | Chrobry Głogów    | gospodarz Widzów: 1900 Sędzia: Sebastian Pelc, Jakub Pretzlaf (Rzeszów) |
| 582 listopada 201818:30 | Antoni Łangowski 10 | 29:27(14:12) | 8 Michał Bartczak | gospodarz Widzów: 1900 Sędzia: Sebastian Pelc, Jakub Pretzlaf (Rzeszów) |
| 582 listopada 201818:30 | 8× · 3×             | 29:27(14:12) | 3× · 3×           | gospodarz Widzów: 1900 Sędzia: Sebastian Pelc, Jakub Pretzlaf (Rzeszów) |

| 633 listopada 201818:00 | Piotrkowianin Piotrków Trybunalski | 22:25(11:13) | MMTS Kwidzyn         | gospodarz Widzów: 650 Sędzia: Cezary Figarski, Dariusz Żak (Radom) |
| 633 listopada 201818:00 | Marcin Szopa 6                     | 22:25(11:13) | 6 Robert Orzechowski | gospodarz Widzów: 650 Sędzia: Cezary Figarski, Dariusz Żak (Radom) |
| 633 listopada 201818:00 | 8× · 3×                            | 22:25(11:13) | 4× · 4×              | gospodarz Widzów: 650 Sędzia: Cezary Figarski, Dariusz Żak (Radom) |

| 603 listopada 201818:30 | Arka Gdynia       | 28:24(15:12) | MKS Kalisz                       | gospodarz Widzów: 1000 Sędzia: Dariusz Mroczkowski, Jakub Mroczkowski (Sierpc) |
| 603 listopada 201818:30 | Robert Kamyszek 7 | 28:24(15:12) | 5 Dzianis Krycki 5 Kamil Adamski | gospodarz Widzów: 1000 Sędzia: Dariusz Mroczkowski, Jakub Mroczkowski (Sierpc) |
| 603 listopada 201818:30 | 7× · 3× · 1×      | 28:24(15:12) | 3× · 3×                          | gospodarz Widzów: 1000 Sędzia: Dariusz Mroczkowski, Jakub Mroczkowski (Sierpc) |

| 574 listopada 201817:00 | Wybrzeże Gdańsk     | 29:25(13:15) | Zagłębie Lubin      | gospodarz Widzów: 1000 Sędzia: Grzegorz Młyński (Zwoleń) Rafał Puszkarski (Legionowo) |
| 574 listopada 201817:00 | Adrian Kondratiuk 6 | 29:25(13:15) | 5 Krystian Bondzior | gospodarz Widzów: 1000 Sędzia: Grzegorz Młyński (Zwoleń) Rafał Puszkarski (Legionowo) |
| 574 listopada 201817:00 | 9× · 3×             | 29:25(13:15) | 4× · 3×             | gospodarz Widzów: 1000 Sędzia: Grzegorz Młyński (Zwoleń) Rafał Puszkarski (Legionowo) |

| 594 listopada 201817:30 | NMC Górnik Zabrze | 35:26(14:10) | Stal Mielec         | gospodarz Widzów: 1000 Sędzia: Andrzej Kierczak (Pielgrzymowice) Tomasz Wrona (Kraków) |
| 594 listopada 201817:30 | Jan Czuwara 7     | 35:26(14:10) | 5 Bartosz Kowalczyk | gospodarz Widzów: 1000 Sędzia: Andrzej Kierczak (Pielgrzymowice) Tomasz Wrona (Kraków) |
| 594 listopada 201817:30 | 5× · 3×           | 35:26(14:10) | 3× · 2×             | gospodarz Widzów: 1000 Sędzia: Andrzej Kierczak (Pielgrzymowice) Tomasz Wrona (Kraków) |

### Seria 10 – 10-11.11.2018
| 656 listopada 201818:00 | Orlen Wisła Płock | 38:24(19:10) | Piotrkowianin Piotrków Trybunalski | gospodarz Widzów: 1150 Sędzia: Łukasz Kamrowski (Cedry Wielkie) Piotr Wojdyr (Gdańsk) |
| 656 listopada 201818:00 | Lovro Mihić 8     | 38:24(19:10) | 6 Grzegorz Sobut                   | gospodarz Widzów: 1150 Sędzia: Łukasz Kamrowski (Cedry Wielkie) Piotr Wojdyr (Gdańsk) |
| 656 listopada 201818:00 | 3× · 3×           | 38:24(19:10) | 1× · 3×                            | gospodarz Widzów: 1150 Sędzia: Łukasz Kamrowski (Cedry Wielkie) Piotr Wojdyr (Gdańsk) |

| 676 listopada 201820:15 | MKS Kalisz          | 27:37(12:15) | PGE Vive Kielce    | gospodarz Widzów: 2850 Sędzia: Joanna Brehmer (Mikołów) Agnieszka Skowronek (Ruda Śląska) |
| 676 listopada 201820:15 | Maciej Pilitowski 7 | 27:37(12:15) | 7 Arkadiusz Moryto | gospodarz Widzów: 2850 Sędzia: Joanna Brehmer (Mikołów) Agnieszka Skowronek (Ruda Śląska) |
| 676 listopada 201820:15 | 3× · 3×             | 27:37(12:15) | 3× · 2×            | gospodarz Widzów: 2850 Sędzia: Joanna Brehmer (Mikołów) Agnieszka Skowronek (Ruda Śląska) |

| 649 listopada 201818:30 | Zagłębie Lubin                         | 23:21(11:12) | MMTS Kwidzyn      | gospodarz Widzów: 628 Sędzia: Mariusz Marciniak, Piotr Radziszewski (Wolsztyn) |
| 649 listopada 201818:30 | Roman Chychykalo 6 Krystian Bondzior 6 | 23:21(11:12) | 6 Andrzej Kryński | gospodarz Widzów: 628 Sędzia: Mariusz Marciniak, Piotr Radziszewski (Wolsztyn) |
| 649 listopada 201818:30 | 6× · 3×                                | 23:21(11:12) | 3× · 3×           | gospodarz Widzów: 628 Sędzia: Mariusz Marciniak, Piotr Radziszewski (Wolsztyn) |

| 6610 listopada 201818:00 | Azoty-Puławy      | 30:23(17:11) | Pogoń Szczecin | gospodarz Widzów: 750 Sędzia: Grzegorz Młyński (Zwoleń) Rafał Puszkarski (Legionowo) |
| 6610 listopada 201818:00 | Łukasz Rogulski 6 | 30:23(17:11) | 6 Piotr Rybski | gospodarz Widzów: 750 Sędzia: Grzegorz Młyński (Zwoleń) Rafał Puszkarski (Legionowo) |
| 6610 listopada 201818:00 | 3× · 4×           | 30:23(17:11) | 4× · 3× · 1×   | gospodarz Widzów: 750 Sędzia: Grzegorz Młyński (Zwoleń) Rafał Puszkarski (Legionowo) |

| 6910 listopada 201818:00 | Chrobry Głogów | 22:26(9:9) | NMC Górnik Zabrze | gospodarz Widzów: 900 Sędzia: Krzysztof Bąk, Kamil Ciesielski (Zielona Góra) |
| 6910 listopada 201818:00 | Adam Babicz 5  | 22:26(9:9) | 7 Iso Slujters    | gospodarz Widzów: 900 Sędzia: Krzysztof Bąk, Kamil Ciesielski (Zielona Góra) |
| 6910 listopada 201818:00 | 4× · 3×        | 22:26(9:9) | 9× · 3×           | gospodarz Widzów: 900 Sędzia: Krzysztof Bąk, Kamil Ciesielski (Zielona Góra) |

| 6810 listopada 201818:30 | Stal Mielec                                                   | 40:32(20:16) | Arka Gdynia         | gospodarz Widzów: 295 Sędzia: Michał Fabryczny (Mysłowice) Jakub Rawicki (Katowice) |
| 6810 listopada 201818:30 | Piotr Krępa 5 Michał Wypych 5 Matej Sarajlcić 5 Rafał Krupa 5 | 40:32(20:16) | 7 Kelian Janikowski | gospodarz Widzów: 295 Sędzia: Michał Fabryczny (Mysłowice) Jakub Rawicki (Katowice) |
| 6810 listopada 201818:30 | 3× · 3×                                                       | 40:32(20:16) | 2× · 3×             | gospodarz Widzów: 295 Sędzia: Michał Fabryczny (Mysłowice) Jakub Rawicki (Katowice) |

| 7011 listopada 201813:00 | Wybrzeże Gdańsk  | 25:28(13:12) | Gwardia Opole                         | gospodarz Widzów: 1250 Sędzia: Marek Baranowski (Warszawa) Bogdan Lemanowicz (Płock) |
| 7011 listopada 201813:00 | Ramon Oliveira 7 | 25:28(13:12) | 5 Przemysław Zadura 5 Maciej Zarzycki | gospodarz Widzów: 1250 Sędzia: Marek Baranowski (Warszawa) Bogdan Lemanowicz (Płock) |
| 7011 listopada 201813:00 | 1× · 2×          | 25:28(13:12) | 3× · 3×                               | gospodarz Widzów: 1250 Sędzia: Marek Baranowski (Warszawa) Bogdan Lemanowicz (Płock) |

### Seria 11 – 17-18.11.2018
| 7413 listopada 201818:30 | PGE Vive Kielce | 35:28(16:14) | Stal Mielec         | gospodarz Widzów: 1800 Sędzia: Jakub Gnyszka, Mateusz Stonoga (Ozimek) |
| 7413 listopada 201818:30 | Blaž Janc 8     | 35:28(16:14) | 6 Bartosz Kowalczyk | gospodarz Widzów: 1800 Sędzia: Jakub Gnyszka, Mateusz Stonoga (Ozimek) |
| 7413 listopada 201818:30 | 3× · 3×         | 35:28(16:14) | 3× · 3×             | gospodarz Widzów: 1800 Sędzia: Jakub Gnyszka, Mateusz Stonoga (Ozimek) |

| 7613 listopada 201818:30 | Piotrkowianin Piotrków Trybunalski | 32:31(18:16) | Azoty-Puławy                        | gospodarz Widzów: 550 Sędzia: Filip Fahner, Łukasz Kubis (Głogów) |
| 7613 listopada 201818:30 | Piotr Swat 10                      | 32:31(18:16) | 5 Łukasz Rogulski 5 Paweł Podsiadło | gospodarz Widzów: 550 Sędzia: Filip Fahner, Łukasz Kubis (Głogów) |
| 7613 listopada 201818:30 | 4× · 3×                            | 32:31(18:16) | 4× · 3× · 2×                        | gospodarz Widzów: 550 Sędzia: Filip Fahner, Łukasz Kubis (Głogów) |

| 7514 listopada 201820:15 | Pogoń Szczecin               | 25:28(12:12) | MKS Kalisz     | gospodarz Widzów: 400 Sędzia: Krzysztof Bąk, Kamil Ciesielski (Zielona Góra) |
| 7514 listopada 201820:15 | Paweł Krupa 6 Piotr Rybski 6 | 25:28(12:12) | 8 Marek Szpera | gospodarz Widzów: 400 Sędzia: Krzysztof Bąk, Kamil Ciesielski (Zielona Góra) |
| 7514 listopada 201820:15 | 6× · 3×                      | 25:28(12:12) | 3× · 3× · 1×   | gospodarz Widzów: 400 Sędzia: Krzysztof Bąk, Kamil Ciesielski (Zielona Góra) |

| 7315 listopada 201818:00 | Arka Gdynia                 | 21:25(11:11) | Chrobry Głogów | gospodarz Widzów: 400 Sędzia: Michał Orzech, Robert Orzech (Brodnica) |
| 7315 listopada 201818:00 | Anderson Da Silva Mollino 5 | 21:25(11:11) | 5 Adam Babicz  | gospodarz Widzów: 400 Sędzia: Michał Orzech, Robert Orzech (Brodnica) |
| 7315 listopada 201818:00 | 3× · 3×                     | 21:25(11:11) | 3× · 3×        | gospodarz Widzów: 400 Sędzia: Michał Orzech, Robert Orzech (Brodnica) |

| 7717 listopada 201815:30 | MMTS Kwidzyn                                         | 21:21 k. 3:4(10:10, k. 3:4) | Orlen Wisła Płock                             | gospodarz Widzów: 1350 Sędzia: Jakub Jerlecki, Maciej Łabuń (Szczecin) |
| 7717 listopada 201815:30 | Kacper Adamski 5                                     | 21:21 k. 3:4(10:10, k. 3:4) | 4 Žiga Mlakar 4 Dan-Emil Racoțea              | gospodarz Widzów: 1350 Sędzia: Jakub Jerlecki, Maciej Łabuń (Szczecin) |
| 7717 listopada 201815:30 | 4× · 4×                                              | 21:21 k. 3:4(10:10, k. 3:4) | 3× · 3×                                       | gospodarz Widzów: 1350 Sędzia: Jakub Jerlecki, Maciej Łabuń (Szczecin) |
| 7717 listopada 201815:30 | Rosiak , Adamski , Potoczny , Orzechowski , Nogowski | Rzuty karne                 | Žabič, Daszek, Tarabochia, Racoțea, Obradović | gospodarz Widzów: 1350 Sędzia: Jakub Jerlecki, Maciej Łabuń (Szczecin) |

| 7117 listopada 201819:00 | Gwardia Opole      | 34:20(16:7) | Zagłębie Lubin   | gospodarz Widzów: 2500 Sędzia: Andrzej Kierczak (Pielgrzymowice) Tomasz Wrona (Kraków) |
| 7117 listopada 201819:00 | Antoni Łangowski 7 | 34:20(16:7) | 7 Dawid Dawydzik | gospodarz Widzów: 2500 Sędzia: Andrzej Kierczak (Pielgrzymowice) Tomasz Wrona (Kraków) |
| 7117 listopada 201819:00 | 5× · 2×            | 34:20(16:7) | 7× · 4× · 2×     | gospodarz Widzów: 2500 Sędzia: Andrzej Kierczak (Pielgrzymowice) Tomasz Wrona (Kraków) |

| 7218 listopada 201817:30 | NMC Górnik Zabrze    | 28:19(15:9) | Wybrzeże Gdańsk  | gospodarz Widzów: 1000 Sędzia: Sebastian Pelc, Jakub Pretzlaf (Rzeszów) |
| 7218 listopada 201817:30 | Bartłomiej Tomczak 6 | 28:19(15:9) | 7 Mateusz Wróbel | gospodarz Widzów: 1000 Sędzia: Sebastian Pelc, Jakub Pretzlaf (Rzeszów) |
| 7218 listopada 201817:30 | 3× · 3×              | 28:19(15:9) | 5× · 3×          | gospodarz Widzów: 1000 Sędzia: Sebastian Pelc, Jakub Pretzlaf (Rzeszów) |

### Seria 12 – 24-25.11.2018
| 8220 listopada 201818:00 | Chrobry Głogów         | 30:38(14:20) | PGE Vive Kielce  | gospodarz Widzów: 1100 Sędzia: Mariusz Marciniak, Piotr Radziszewski (Wolsztyn) |
| 8220 listopada 201818:00 | Stanisław Makowiejew 6 | 30:38(14:20) | 9 Arciom Karalok | gospodarz Widzów: 1100 Sędzia: Mariusz Marciniak, Piotr Radziszewski (Wolsztyn) |
| 8220 listopada 201818:00 | 5× · 4× · 1×           | 30:38(14:20) | 1× · 3× · 1×     | gospodarz Widzów: 1100 Sędzia: Mariusz Marciniak, Piotr Radziszewski (Wolsztyn) |

| 7820 listopada 201818:30 | Zagłębie Lubin    | 19:29(10:17) | Orlen Wisła Płock                  | gospodarz Widzów: 886 Sędzia: Krzysztof Bąk, Kamil Ciesielski (Zielona Góra) |
| 7820 listopada 201818:30 | Paweł Dudkowski 4 | 19:29(10:17) | 5 Michał Daszek 5 Marko Tarabochia | gospodarz Widzów: 886 Sędzia: Krzysztof Bąk, Kamil Ciesielski (Zielona Góra) |
| 7820 listopada 201818:30 | 7× · 3× · 1×      | 19:29(10:17) | 4× · 3× · 1×                       | gospodarz Widzów: 886 Sędzia: Krzysztof Bąk, Kamil Ciesielski (Zielona Góra) |

| 7920 listopada 201818:30 | Azoty-Puławy      | 26:17(12:12) | MMTS Kwidzyn         | gospodarz Widzów: 770 Sędzia: Cezary Figarski, Dariusz Żak (Radom) |
| 7920 listopada 201818:30 | Paweł Podsiadło 6 | 26:17(12:12) | 5 Robert Orzechowski | gospodarz Widzów: 770 Sędzia: Cezary Figarski, Dariusz Żak (Radom) |
| 7920 listopada 201818:30 | 4× · 4×           | 26:17(12:12) | 1× · 4×              | gospodarz Widzów: 770 Sędzia: Cezary Figarski, Dariusz Żak (Radom) |

| 8323 listopada 201818:30 | Wybrzeże Gdańsk       | 33:27(16:12) | Arka Gdynia      | gospodarz Widzów: 1300 Sędzia: Dariusz Mroczkowski, Jakub Mroczkowski (Sierpc) |
| 8323 listopada 201818:30 | Wojciech Prymlewicz 8 | 33:27(16:12) | 6 Dawid Przysiek | gospodarz Widzów: 1300 Sędzia: Dariusz Mroczkowski, Jakub Mroczkowski (Sierpc) |
| 8323 listopada 201818:30 | 6× · 3×               | 33:27(16:12) | 7× · 3×          | gospodarz Widzów: 1300 Sędzia: Dariusz Mroczkowski, Jakub Mroczkowski (Sierpc) |

| 8124 listopada 201818:00 | Stal Mielec   | 27:33(13:16) | Pogoń Szczecin                     | gospodarz Sędzia: Kamil Dąbrowski, Paweł Staniek (Kielce) |
| 8124 listopada 201818:00 | Rafał Krupa 6 | 27:33(13:16) | 6 Mateusz Zaremba 6 Arkadiusz Bosy | gospodarz Sędzia: Kamil Dąbrowski, Paweł Staniek (Kielce) |
| 8124 listopada 201818:00 | 4× · 3×       | 27:33(13:16) | 3× · 3×                            | gospodarz Sędzia: Kamil Dąbrowski, Paweł Staniek (Kielce) |

| 8025 listopada 201813:00 | MKS Kalisz                    | 24:29(12:14) | Piotrkowianin Piotrków Trybunalski | gospodarz Widzów: 2420 Sędzia: Andrzej Chrzan, Michał Janas (Tarnów) |
| 8025 listopada 201813:00 | Paulo Grozdek 6 Michał Drej 6 | 24:29(12:14) | 8 Piotr Swat                       | gospodarz Widzów: 2420 Sędzia: Andrzej Chrzan, Michał Janas (Tarnów) |
| 8025 listopada 201813:00 | 4× · 1×                       | 24:29(12:14) | 3×                                 | gospodarz Widzów: 2420 Sędzia: Andrzej Chrzan, Michał Janas (Tarnów) |

| 8425 listopada 201813:00 | NMC Górnik Zabrze | 32:25(14:14) | Gwardia Opole  | gospodarz Widzów: 950 Sędzia: Korneliusz Habierski, Grzegorz Skrobak (Głogów) |
| 8425 listopada 201813:00 | Marek Daćko 7     | 32:25(14:14) | 6 Wiktor Kawka | gospodarz Widzów: 950 Sędzia: Korneliusz Habierski, Grzegorz Skrobak (Głogów) |
| 8425 listopada 201813:00 | 4× · 3×           | 32:25(14:14) | 3× · 3× · 1×   | gospodarz Widzów: 950 Sędzia: Korneliusz Habierski, Grzegorz Skrobak (Głogów) |

### Seria 13 – 01-02.12.2018
| 8727 listopada 201820:15 | PGE Vive Kielce                                                                                          | 42:28(22:13) | Wybrzeże Gdańsk     | gospodarz Widzów: 1200 Sędzia: Andrzej Kierczak (Pielgrzymowice) Tomasz Wrona (Kraków) |
| 8727 listopada 201820:15 | Julen Aguinagalde 5 Ángel Fernández Pérez 5 Mariusz Jurkiewicz 5 Arkadiusz Moryto 5 Mateusz Jachlewski 5 | 42:28(22:13) | 7 Adrian Kondratiuk | gospodarz Widzów: 1200 Sędzia: Andrzej Kierczak (Pielgrzymowice) Tomasz Wrona (Kraków) |
| 8727 listopada 201820:15 | 3× · 3× · 1×                                                                                             | 42:28(22:13) | 5× · 2×             | gospodarz Widzów: 1200 Sędzia: Andrzej Kierczak (Pielgrzymowice) Tomasz Wrona (Kraków) |

| 8830 listopada 201818:30 | Pogoń Szczecin | 20:26(9:11) | Chrobry Głogów         | gospodarz Widzów: 500 Sędzia: Łukasz Kamrowski (Cedry Wielkie) Piotr Wojdyr (Gdańsk) |
| 8830 listopada 201818:30 | Piotr Rybski 7 | 20:26(9:11) | 7 Stanisław Makowiejew | gospodarz Widzów: 500 Sędzia: Łukasz Kamrowski (Cedry Wielkie) Piotr Wojdyr (Gdańsk) |
| 8830 listopada 201818:30 | 3× · 4× · 1×   | 20:26(9:11) | 5× · 3× · 1×           | gospodarz Widzów: 500 Sędzia: Łukasz Kamrowski (Cedry Wielkie) Piotr Wojdyr (Gdańsk) |

| 891 grudnia 201818:00 | Piotrkowianin Piotrków Trybunalski | 34:26(13:16) | Stal Mielec       | gospodarz Widzów: 650 Sędzia: Joanna Brehmer (Mikołów) Agnieszka Skowronek (Ruda Śląska) |
| 891 grudnia 201818:00 | Sebastian Iskra 7                  | 34:26(13:16) | 9 Piotr Rutkowski | gospodarz Widzów: 650 Sędzia: Joanna Brehmer (Mikołów) Agnieszka Skowronek (Ruda Śląska) |
| 891 grudnia 201818:00 | 2× · 2×                            | 34:26(13:16) | 3× · 3×           | gospodarz Widzów: 650 Sędzia: Joanna Brehmer (Mikołów) Agnieszka Skowronek (Ruda Śląska) |

| 861 grudnia 201820:00 | Arka Gdynia                                                                       | 29:40(12:20) | Gwardia Opole  | gospodarz Widzów: 270 Sędzia: Bartosz Leszczyński, Marcin Piechota (Płock) |
| 861 grudnia 201820:00 | Anderson Da Silva Mollino 5 Dawid Przysiek 5 Krzysztof Jasowicz 5 Jackson Souza 5 | 29:40(12:20) | 8 Patryk Mauer | gospodarz Widzów: 270 Sędzia: Bartosz Leszczyński, Marcin Piechota (Płock) |
| 861 grudnia 201820:00 | 7× · 3×                                                                           | 29:40(12:20) | 3× · 2× · 1×   | gospodarz Widzów: 270 Sędzia: Bartosz Leszczyński, Marcin Piechota (Płock) |

| 912 grudnia 201813:00 | Orlen Wisła Płock | 28:17(12:10) | Azoty-Puławy        | gospodarz Widzów: 1000 Sędzia: Korneliusz Habierski, Grzegorz Skrobak (Głogów) |
| 912 grudnia 201813:00 | Michał Daszek 9   | 28:17(12:10) | 5 Wojciech Gumiński | gospodarz Widzów: 1000 Sędzia: Korneliusz Habierski, Grzegorz Skrobak (Głogów) |
| 912 grudnia 201813:00 | 6× · 3×           | 28:17(12:10) | 5× · 3×             | gospodarz Widzów: 1000 Sędzia: Korneliusz Habierski, Grzegorz Skrobak (Głogów) |

| 852 grudnia 201817:00 | NMC Górnik Zabrze   | 28:25(14:11) | Zagłębie Lubin                       | gospodarz Widzów: 950 Sędzia: Kamil Dąbrowski, Paweł Staniek (Kielce) |
| 852 grudnia 201817:00 | Aleksandr Buszkow 5 | 28:25(14:11) | 6 Marek Marciniak 6 Roman Chychykalo | gospodarz Widzów: 950 Sędzia: Kamil Dąbrowski, Paweł Staniek (Kielce) |
| 852 grudnia 201817:00 | 6× · 3×             | 28:25(14:11) | 5× · 4×                              | gospodarz Widzów: 950 Sędzia: Kamil Dąbrowski, Paweł Staniek (Kielce) |

| 902 grudnia 201817:00 | MMTS Kwidzyn         | 24:21(12:9) | MKS Kalisz       | gospodarz Widzów: 1100 Sędzia: Dariusz Mroczkowski, Jakub Mroczkowski (Sierpc) |
| 902 grudnia 201817:00 | Robert Orzechowski 6 | 24:21(12:9) | 5 Dzianis Krycki | gospodarz Widzów: 1100 Sędzia: Dariusz Mroczkowski, Jakub Mroczkowski (Sierpc) |
| 902 grudnia 201817:00 | 3× · 3×              | 24:21(12:9) | 6× · 3× · 1×     | gospodarz Widzów: 1100 Sędzia: Dariusz Mroczkowski, Jakub Mroczkowski (Sierpc) |

## Runda II

### Seria 14 – 08-09.12.2018
| 977 grudnia 201818:30 | PGE Vive Kielce                                    | 40:30(21:12) | Gwardia Opole  | gospodarz Widzów: 3000 Sędzia: Sebastian Pelc, Jakub Pretzlaf (Rzeszów) |
| 977 grudnia 201818:30 | Uładzisłau Kulesz 6 Blaž Janc 6 Arkadiusz Moryto 6 | 40:30(21:12) | 7 Wiktor Kawka | gospodarz Widzów: 3000 Sędzia: Sebastian Pelc, Jakub Pretzlaf (Rzeszów) |
| 977 grudnia 201818:30 | 4× · 3× · 1×                                       | 40:30(21:12) | 6× · 3×        | gospodarz Widzów: 3000 Sędzia: Sebastian Pelc, Jakub Pretzlaf (Rzeszów) |

| 967 grudnia 201818:30 | Pogoń Szczecin | 34:27(15:14) | Wybrzeże Gdańsk     | gospodarz Widzów: 300 Sędzia: Filip Fahner, Łukasz Kubis (Głogów) |
| 967 grudnia 201818:30 | Piotr Rybski 7 | 34:27(15:14) | 8 Adrian Kondratiuk | gospodarz Widzów: 300 Sędzia: Filip Fahner, Łukasz Kubis (Głogów) |
| 967 grudnia 201818:30 | 7× · 3×        | 34:27(15:14) | 6× · 3×             | gospodarz Widzów: 300 Sędzia: Filip Fahner, Łukasz Kubis (Głogów) |

| 937 grudnia 201819:00 | Orlen Wisła Płock | 30:18(16:7) | MKS Kalisz       | gospodarz Widzów: 700 Sędzia: Łukasz Kamrowski (Cedry Wielkie) Piotr Wojdyr (Gdańsk) |
| 937 grudnia 201819:00 | Michał Daszek 9   | 30:18(16:7) | 4 Paweł Adamczak | gospodarz Widzów: 700 Sędzia: Łukasz Kamrowski (Cedry Wielkie) Piotr Wojdyr (Gdańsk) |
| 937 grudnia 201819:00 | 7× · 2×           | 30:18(16:7) | 4× · 3×          | gospodarz Widzów: 700 Sędzia: Łukasz Kamrowski (Cedry Wielkie) Piotr Wojdyr (Gdańsk) |

| 948 grudnia 201817:00 | MMTS Kwidzyn       | 29:20(18:10) | Stal Mielec                          | gospodarz Widzów: 1200 Sędzia: Marek Baranowski (Warszawa) Bogdan Lemanowicz (Płock) |
| 948 grudnia 201817:00 | Andrzej Kryński 10 | 29:20(18:10) | 8 Bartosz Kowalczyk (piłkarz ręczny) | gospodarz Widzów: 1200 Sędzia: Marek Baranowski (Warszawa) Bogdan Lemanowicz (Płock) |
| 948 grudnia 201817:00 | 4× · 3×            | 29:20(18:10) | 5× · 3×                              | gospodarz Widzów: 1200 Sędzia: Marek Baranowski (Warszawa) Bogdan Lemanowicz (Płock) |

| 958 grudnia 201818:00 | Piotrkowianin Piotrków Trybunalski | 30:27(15:13) | Chrobry Głogów                       | gospodarz Widzów: 700 Sędzia: Michał Fabryczny (Mysłowice) Jakub Rawicki (Katowice) |
| 958 grudnia 201818:00 | Grzegorz Sobut 7 Piotr Swat 7      | 30:27(15:13) | 7 Stanisław Makowiejew 7 Jakub Orpik | gospodarz Widzów: 700 Sędzia: Michał Fabryczny (Mysłowice) Jakub Rawicki (Katowice) |
| 958 grudnia 201818:00 | 4× · 1×                            | 30:27(15:13) | 6× · 2×                              | gospodarz Widzów: 700 Sędzia: Michał Fabryczny (Mysłowice) Jakub Rawicki (Katowice) |

| 929 grudnia 201813:00 | Zagłębie Lubin     | 31:28(16:15) | Azoty-Puławy                   | gospodarz Widzów: 1012 Sędzia: Bartosz Leszczyński, Marcin Piechota (Płock) |
| 929 grudnia 201813:00 | Roman Chychykalo 9 | 31:28(16:15) | 4 Marko Panić 4 Adam Skrabania | gospodarz Widzów: 1012 Sędzia: Bartosz Leszczyński, Marcin Piechota (Płock) |
| 929 grudnia 201813:00 | 5× · 3×            | 31:28(16:15) | 5× · 1×                        | gospodarz Widzów: 1012 Sędzia: Bartosz Leszczyński, Marcin Piechota (Płock) |

| 989 grudnia 201817:00 | Arka Gdynia      | 19:31(9:15) | NMC Górnik Zabrze                  | gospodarz Widzów: 300 Sędzia: Michał Orzech, Robert Orzech (Brodnica) |
| 989 grudnia 201817:00 | Dawid Przysiek 7 | 19:31(9:15) | 6 Bartłomiej Tomczak 6 Jan Czuwara | gospodarz Widzów: 300 Sędzia: Michał Orzech, Robert Orzech (Brodnica) |
| 989 grudnia 201817:00 | 4× · 2×          | 19:31(9:15) | 3×                                 | gospodarz Widzów: 300 Sędzia: Michał Orzech, Robert Orzech (Brodnica) |

### Seria 15 – 30.01.2019
| 9930 stycznia 201918:00 | Arka Gdynia                     | 21:28(15:10) | Zagłębie Lubin | gospodarz Widzów: 300 Sędzia: Dariusz Mroczkowski, Jakub Mroczkowski (Sierpc) |
| 9930 stycznia 201918:00 | Dawid Przysiek 5 Rafał Jamioł 5 | 21:28(15:10) | 6 Jakub Moryń  | gospodarz Widzów: 300 Sędzia: Dariusz Mroczkowski, Jakub Mroczkowski (Sierpc) |
| 9930 stycznia 201918:00 | 6× · 3×                         | 21:28(15:10) | 3× · 2×        | gospodarz Widzów: 300 Sędzia: Dariusz Mroczkowski, Jakub Mroczkowski (Sierpc) |

| 10030 stycznia 201918:30 | NMC Górnik Zabrze | 24:32(14:14) | PGE Vive Kielce     | gospodarz Widzów: 1000 Sędzia: Andrzej Chrzan, Michał Janas (Tarnów) |
| 10030 stycznia 201918:30 | Iso Sluijters 7   | 24:32(14:14) | 9 Uładzisłau Kulesz | gospodarz Widzów: 1000 Sędzia: Andrzej Chrzan, Michał Janas (Tarnów) |
| 10030 stycznia 201918:30 | 3× · 2×           | 24:32(14:14) | 4×                  | gospodarz Widzów: 1000 Sędzia: Andrzej Chrzan, Michał Janas (Tarnów) |

| 10330 stycznia 201918:00 | Chrobry Głogów | 27:21(13:11) | MMTS Kwidzyn   | gospodarz Widzów: 1200 Sędzia: Krzysztof Bąk, Kamil Ciesielski (Zielona Góra) |
| 10330 stycznia 201918:00 | Adam Babicz 7  | 27:21(13:11) | 6 Michał Peret | gospodarz Widzów: 1200 Sędzia: Krzysztof Bąk, Kamil Ciesielski (Zielona Góra) |
| 10330 stycznia 201918:00 | 4× · 3×        | 27:21(13:11) | 3× · 3×        | gospodarz Widzów: 1200 Sędzia: Krzysztof Bąk, Kamil Ciesielski (Zielona Góra) |

| 10130 stycznia 201918:30 | Gwardia Opole        | 28:22(17:11) | Pogoń Szczecin  | gospodarz Widzów: 1700 Sędzia: Sebastian Pelc, Jakub Pretzlaf (Rzeszów) |
| 10130 stycznia 201918:30 | Jędrzej Zieniewicz 7 | 28:22(17:11) | 6 Dmytro Horiha | gospodarz Widzów: 1700 Sędzia: Sebastian Pelc, Jakub Pretzlaf (Rzeszów) |
| 10130 stycznia 201918:30 | 2× · 3×              | 28:22(17:11) | 4× · 3×         | gospodarz Widzów: 1700 Sędzia: Sebastian Pelc, Jakub Pretzlaf (Rzeszów) |

| 10530 stycznia 201918:30 | MKS Kalisz    | 24:25(12:12) | Azoty-Puławy                      | gospodarz Widzów: 2250 Sędzia: Filip Fahner, Łukasz Kubis (Głogów) |
| 10530 stycznia 201918:30 | Michał Drej 6 | 24:25(12:12) | 5 Jerko Matulić 5 Paweł Podsiadło | gospodarz Widzów: 2250 Sędzia: Filip Fahner, Łukasz Kubis (Głogów) |
| 10530 stycznia 201918:30 | 6× · 3×       | 24:25(12:12) | 2× · 3×                           | gospodarz Widzów: 2250 Sędzia: Filip Fahner, Łukasz Kubis (Głogów) |

| 10430 stycznia 201919:00 | Stal Mielec                  | 20:32(13:16) | Orlen Wisła Płock          | gospodarz Sędzia: Michał Fabryczny (Mysłowice) Jakub Rawicki (Katowice) |
| 10430 stycznia 201919:00 | Piotr Krępa 5 Daniel Dutka 5 | 20:32(13:16) | 8 José Guilherme De Toledo | gospodarz Sędzia: Michał Fabryczny (Mysłowice) Jakub Rawicki (Katowice) |
| 10430 stycznia 201919:00 | 3× · 3×                      | 20:32(13:16) | 5× · 3×                    | gospodarz Sędzia: Michał Fabryczny (Mysłowice) Jakub Rawicki (Katowice) |

| 10220 lutego 201918:30 | Wybrzeże Gdańsk  | 17:20(9:11) | Piotrkowianin Piotrków Trybunalski | gospodarz Widzów: 850 Sędzia: Michał Orzech, Robert Orzech (Brodnica) |
| 10220 lutego 201918:30 | Ramon Oliveira 5 | 17:20(9:11) | 5 Marcin Szopa                     | gospodarz Widzów: 850 Sędzia: Michał Orzech, Robert Orzech (Brodnica) |
| 10220 lutego 201918:30 | 2× · 3×          | 17:20(9:11) | 2× · 2×                            | gospodarz Widzów: 850 Sędzia: Michał Orzech, Robert Orzech (Brodnica) |

### Seria 16 – 02-03.02.2019
| 1122 lutego 201916:00 | PGE Vive Kielce                | 38:25(20:12) | Arka Gdynia       | gospodarz Widzów: 2000 Sędzia: Cezary Figarski, Dariusz Żak (Radom) |
| 1122 lutego 201916:00 | Blaž Janc 9 Arkadiusz Moryto 9 | 38:25(20:12) | 11 Dawid Przysiek | gospodarz Widzów: 2000 Sędzia: Cezary Figarski, Dariusz Żak (Radom) |
| 1122 lutego 201916:00 | 1× · 3×                        | 38:25(20:12) | 2× · 3×           | gospodarz Widzów: 2000 Sędzia: Cezary Figarski, Dariusz Żak (Radom) |

| 1062 lutego 201917:00 | Zagłębie Lubin | 22:28(11:12) | MKS Kalisz     | gospodarz Widzów: 802 Sędzia: Joanna Brehmer (Mikołów) Agnieszka Skowronek (Ruda Śląska) |
| 1062 lutego 201917:00 | Jakub Moryń 6  | 22:28(11:12) | 8 Marek Szpera | gospodarz Widzów: 802 Sędzia: Joanna Brehmer (Mikołów) Agnieszka Skowronek (Ruda Śląska) |
| 1062 lutego 201917:00 | 3× · 3×        | 22:28(11:12) | 7× · 3×        | gospodarz Widzów: 802 Sędzia: Joanna Brehmer (Mikołów) Agnieszka Skowronek (Ruda Śląska) |

| 1112 lutego 201917:00 | Pogoń Szczecin    | 22:26(11:13) | NMC Górnik Zabrze | gospodarz Widzów: 350 Sędzia: Mariusz Marciniak, Piotr Radziszewski (Wolsztyn) |
| 1112 lutego 201917:00 | Dawid Fedeńczak 6 | 22:26(11:13) | 7 Łukasz Gogola   | gospodarz Widzów: 350 Sędzia: Mariusz Marciniak, Piotr Radziszewski (Wolsztyn) |
| 1112 lutego 201917:00 | 6× · 4×           | 22:26(11:13) | 2× · 3×           | gospodarz Widzów: 350 Sędzia: Mariusz Marciniak, Piotr Radziszewski (Wolsztyn) |

| 1072 lutego 201918:00 | Azoty-Puławy                         | 35:20(21:8) | Stal Mielec                         | gospodarz Widzów: 800 Sędzia: Grzegorz Młyński (Zwoleń) Rafał Puszkarski (Legionowo) |
| 1072 lutego 201918:00 | Mateusz Seroka 6 Piotr Jarosiewicz 6 | 35:20(21:8) | 4 Bartosz Kowalczyk 4 Łukasz Janyst | gospodarz Widzów: 800 Sędzia: Grzegorz Młyński (Zwoleń) Rafał Puszkarski (Legionowo) |
| 1072 lutego 201918:00 | 5× · 3×                              | 35:20(21:8) | 3× · 2×                             | gospodarz Widzów: 800 Sędzia: Grzegorz Młyński (Zwoleń) Rafał Puszkarski (Legionowo) |

| 1082 lutego 201918:00 | Orlen Wisła Płock            | 29:21(18:11) | Chrobry Głogów                       | gospodarz Widzów: 950 Sędzia: Łukasz Kamrowski (Cedry Wielkie) Piotr Wojdyr (Gdańsk) |
| 1082 lutego 201918:00 | Renato Sulić 6 Lovro Mihić 6 | 29:21(18:11) | 4 Krzysztof Tylutki 4 Tomasz Klinger | gospodarz Widzów: 950 Sędzia: Łukasz Kamrowski (Cedry Wielkie) Piotr Wojdyr (Gdańsk) |
| 1082 lutego 201918:00 | 3× · 4×                      | 29:21(18:11) | 1× · 4×                              | gospodarz Widzów: 950 Sędzia: Łukasz Kamrowski (Cedry Wielkie) Piotr Wojdyr (Gdańsk) |

| 1102 lutego 201918:30 | Piotrkowianin Piotrków Trybunalski | 23:25(9:14) | Gwardia Opole                                           | gospodarz Widzów: 690 Sędzia: Andrzej Kierczak (Pielgrzymowice) Tomasz Wrona (Kraków) |
| 1102 lutego 201918:30 | Marcin Szopa 12                    | 23:25(9:14) | 5 Mateusz Jankowski 5 Patryk Mauer 5 Jędrzej Zieniewicz | gospodarz Widzów: 690 Sędzia: Andrzej Kierczak (Pielgrzymowice) Tomasz Wrona (Kraków) |
| 1102 lutego 201918:30 | 5× · 3× · 1×                       | 23:25(9:14) | 7× · 4×                                                 | gospodarz Widzów: 690 Sędzia: Andrzej Kierczak (Pielgrzymowice) Tomasz Wrona (Kraków) |

| 1093 lutego 201913:00 | MMTS Kwidzyn                        | 26:26 k. 4:1(14:9, k. 4:1) | Wybrzeże Gdańsk           | gospodarz Widzów: 1000 Sędzia: Michał Orzech, Robert Orzech (Brodnica) |
| 1093 lutego 201913:00 |                                     | 26:26 k. 4:1(14:9, k. 4:1) |                           | gospodarz Widzów: 1000 Sędzia: Michał Orzech, Robert Orzech (Brodnica) |
| 1093 lutego 201913:00 | 4× · 2×                             | 26:26 k. 4:1(14:9, k. 4:1) | 3× · 2× · 1×              | gospodarz Widzów: 1000 Sędzia: Michał Orzech, Robert Orzech (Brodnica) |
| 1093 lutego 201913:00 | Nogowski , Peret , Rosiak , Krieger | Rzuty karne                | Kondratiuk, Papaj, Salacz | gospodarz Widzów: 1000 Sędzia: Michał Orzech, Robert Orzech (Brodnica) |

### Seria 17 – 09-10.02.2019
| 1135 lutego 201918:30 | PGE Vive Kielce  | 31:21(15:11) | Zagłębie Lubin                                                                | gospodarz Widzów: 1700 Sędzia: Michał Fabryczny (Mysłowice) Jakub Rawicki (Katowice) |
| 1135 lutego 201918:30 | Arciom Karalok 6 | 31:21(15:11) | 3 Roman Chychykalo 3 Jakub Moryń 3 Krzysztof Pawlaczyk 3 Przemysław Mrozowicz | gospodarz Widzów: 1700 Sędzia: Michał Fabryczny (Mysłowice) Jakub Rawicki (Katowice) |
| 1135 lutego 201918:30 | 4× · 1×          | 31:21(15:11) | 5× · 1×                                                                       | gospodarz Widzów: 1700 Sędzia: Michał Fabryczny (Mysłowice) Jakub Rawicki (Katowice) |

| 1186 lutego 201918:00 | Chrobry Głogów                     | 34:33(16:16) | Azoty-Puławy    | gospodarz Widzów: 1100 Sędzia: Bartosz Leszczyński, Marcin Piechota (Płock) |
| 1186 lutego 201918:00 | Kamil Sadowski 7 Michał Bartczak 7 | 34:33(16:16) | 8 Jerko Matulić | gospodarz Widzów: 1100 Sędzia: Bartosz Leszczyński, Marcin Piechota (Płock) |
| 1186 lutego 201918:00 | 6× · 2×                            | 34:33(16:16) | 7× · 2× · 1×    | gospodarz Widzów: 1100 Sędzia: Bartosz Leszczyński, Marcin Piechota (Płock) |

| 1157 lutego 201918:30 | NMC Górnik Zabrze                   | 27:20(14:11) | Piotrkowianin Piotrków Trybunalski | gospodarz Widzów: 800 Sędzia: Sebastian Pelc, Jakub Pretzlaf (Rzeszów) |
| 1157 lutego 201918:30 | Iso Sluijters 6 Aleksandr Buszkow 6 | 27:20(14:11) | 4 Tomasz Mróz                      | gospodarz Widzów: 800 Sędzia: Sebastian Pelc, Jakub Pretzlaf (Rzeszów) |
| 1157 lutego 201918:30 | 1× · 3× · 1×                        | 27:20(14:11) | 3× · 2×                            | gospodarz Widzów: 800 Sędzia: Sebastian Pelc, Jakub Pretzlaf (Rzeszów) |

| 1178 lutego 201918:30 | Wybrzeże Gdańsk     | 21:26(12:16) | Orlen Wisła Płock | gospodarz Widzów: 900 Sędzia: Mariusz Marciniak, Piotr Radziszewski (Wolsztyn) |
| 1178 lutego 201918:30 | Adrian Kondratiuk 6 | 21:26(12:16) | 9 Renato Sulić    | gospodarz Widzów: 900 Sędzia: Mariusz Marciniak, Piotr Radziszewski (Wolsztyn) |
| 1178 lutego 201918:30 | 2× · 3×             | 21:26(12:16) | 4× · 3×           | gospodarz Widzów: 900 Sędzia: Mariusz Marciniak, Piotr Radziszewski (Wolsztyn) |

| 1198 lutego 201918:30 | Stal Mielec  | 19:24(8:12) | MKS Kalisz     | gospodarz Widzów: 270 Sędzia: Andrzej Chrzan, Michał Janas (Tarnów) |
| 1198 lutego 201918:30 | Paweł Wilk 6 | 19:24(8:12) | 6 Marek Szpera | gospodarz Widzów: 270 Sędzia: Andrzej Chrzan, Michał Janas (Tarnów) |
| 1198 lutego 201918:30 | 6× · 1×      | 19:24(8:12) | 2× · 2×        | gospodarz Widzów: 270 Sędzia: Andrzej Chrzan, Michał Janas (Tarnów) |

| 1169 lutego 201919:00 | Gwardia Opole        | 24:21(14:11) | MMTS Kwidzyn      | gospodarz Widzów: 800 Sędzia: Marek Baranowski (Warszawa) Bogdan Lemanowicz (Płock) |
| 1169 lutego 201919:00 | Jędrzej Zieniewicz 8 | 24:21(14:11) | 6 Michał Potoczny | gospodarz Widzów: 800 Sędzia: Marek Baranowski (Warszawa) Bogdan Lemanowicz (Płock) |
| 1169 lutego 201919:00 | 4× · 3×              | 24:21(14:11) | 5× · 2×           | gospodarz Widzów: 800 Sędzia: Marek Baranowski (Warszawa) Bogdan Lemanowicz (Płock) |

| 11410 lutego 201913:00 | Arka Gdynia        | 27:30(13:16) | Pogoń Szczecin | gospodarz Widzów: 350 Sędzia: Grzegorz Młyński (Zwoleń) Rafał Puszkarski (Legionowo) |
| 11410 lutego 201913:00 | Robert Kamyszek 10 | 27:30(13:16) | 8 Piotr Rybski | gospodarz Widzów: 350 Sędzia: Grzegorz Młyński (Zwoleń) Rafał Puszkarski (Legionowo) |
| 11410 lutego 201913:00 | 6× · 3× · 1×       | 27:30(13:16) | 8× · 3×        | gospodarz Widzów: 350 Sędzia: Grzegorz Młyński (Zwoleń) Rafał Puszkarski (Legionowo) |

### Seria 18 – 16-17.02.2019
| 12613 lutego 201918:00 | Pogoń Szczecin  | 23:40(8:23) | PGE Vive Kielce                     | gospodarz Widzów: 1000 Sędzia: Łukasz Kamrowski (Cedry Wielkie) Piotr Wojdyr (Gdańsk) |
| 12613 lutego 201918:00 | Dmytro Horiha 7 | 23:40(8:23) | 7 Ángel Fernández Pérez 7 Blaž Janc | gospodarz Widzów: 1000 Sędzia: Łukasz Kamrowski (Cedry Wielkie) Piotr Wojdyr (Gdańsk) |
| 12613 lutego 201918:00 | 7× · 3×         | 23:40(8:23) | 6× · 1×                             | gospodarz Widzów: 1000 Sędzia: Łukasz Kamrowski (Cedry Wielkie) Piotr Wojdyr (Gdańsk) |

| 12314 lutego 201918:00 | Orlen Wisła Płock | 29:17(13:5) | Gwardia Opole                       | gospodarz Widzów: 1000 Sędzia: Filip Fahner, Łukasz Kubis (Głogów) |
| 12314 lutego 201918:00 | Michał Daszek 9   | 29:17(13:5) | 4 Patryk Mauer 4 Jędrzej Zieniewicz | gospodarz Widzów: 1000 Sędzia: Filip Fahner, Łukasz Kubis (Głogów) |
| 12314 lutego 201918:00 | 5× · 3×           | 29:17(13:5) | 2× · 4×                             | gospodarz Widzów: 1000 Sędzia: Filip Fahner, Łukasz Kubis (Głogów) |

| 12415 lutego 201918:30 | MMTS Kwidzyn     | 27:26(13:13) | NMC Górnik Zabrze | gospodarz Widzów: 1300 Sędzia: Bartosz Leszczyński, Marcin Piechota (Płock) |
| 12415 lutego 201918:30 | Kacper Adamski 6 | 27:26(13:13) | 8 Iso Sluijters   | gospodarz Widzów: 1300 Sędzia: Bartosz Leszczyński, Marcin Piechota (Płock) |
| 12415 lutego 201918:30 | 5× · 2×          | 27:26(13:13) | 5× · 2× · 1×      | gospodarz Widzów: 1300 Sędzia: Bartosz Leszczyński, Marcin Piechota (Płock) |

| 12216 lutego 201918:00 | Azoty-Puławy                                                        | 24:24 k. 4:3(12:11, k. 4:3) | Wybrzeże Gdańsk                                 | gospodarz Widzów: 720 Sędzia: Andrzej Chrzan, Michał Janas (Tarnów) |
| 12216 lutego 201918:00 | Jerko Matulić 4 Marko Panić 4 Piotr Jarosiewicz 4 Paweł Podsiadło 4 | 24:24 k. 4:3(12:11, k. 4:3) | 8 Adrian Kondratiuk                             | gospodarz Widzów: 720 Sędzia: Andrzej Chrzan, Michał Janas (Tarnów) |
| 12216 lutego 201918:00 | 1× · 1× · 1×                                                        | 24:24 k. 4:3(12:11, k. 4:3) | 2×                                              | gospodarz Widzów: 720 Sędzia: Andrzej Chrzan, Michał Janas (Tarnów) |
| 12216 lutego 201918:00 | Jarosiewicz , Seroka , Gumiński , Matulić                           | Rzuty karne                 | Kondratiuk, Prymlewicz, Wróbel, Oliveira, Sulej | gospodarz Widzów: 720 Sędzia: Andrzej Chrzan, Michał Janas (Tarnów) |

| 12117 lutego 201913:00 | MKS Kalisz    | 26:24(13:12) | Chrobry Głogów                          | gospodarz Widzów: 2888 Sędzia: Marek Baranowski (Warszawa) Bogdan Lemanowicz (Płock) |
| 12117 lutego 201913:00 | Michał Drej 9 | 26:24(13:12) | 6 Stanisław Makowiejew 6 Tomasz Klinger | gospodarz Widzów: 2888 Sędzia: Marek Baranowski (Warszawa) Bogdan Lemanowicz (Płock) |
| 12117 lutego 201913:00 | 3× · 3×       | 26:24(13:12) | 2× · 3× · 1×                            | gospodarz Widzów: 2888 Sędzia: Marek Baranowski (Warszawa) Bogdan Lemanowicz (Płock) |

| 12517 lutego 201917:00 | Piotrkowianin Piotrków Trybunalski | 36:26(16:12) | Arka Gdynia       | gospodarz Widzów: 650 Sędzia: Kamil Dąbrowski, Paweł Staniek (Kielce) |
| 12517 lutego 201917:00 | Sebastian Iskra 6                  | 36:26(16:12) | 8 Robert Kamyszek | gospodarz Widzów: 650 Sędzia: Kamil Dąbrowski, Paweł Staniek (Kielce) |
| 12517 lutego 201917:00 | 3× · 2×                            | 36:26(16:12) | 4× · 3×           | gospodarz Widzów: 650 Sędzia: Kamil Dąbrowski, Paweł Staniek (Kielce) |

| 12017 lutego 201918:00 | Zagłębie Lubin   | 29:26(15:11) | Stal Mielec   | gospodarz Widzów: 1100 Sędzia: Jakub Jerlecki, Maciej Łabuń (Szczecin) |
| 12017 lutego 201918:00 | Marcel Sroczyk 6 | 29:26(15:11) | 7 Piotr Krępa | gospodarz Widzów: 1100 Sędzia: Jakub Jerlecki, Maciej Łabuń (Szczecin) |
| 12017 lutego 201918:00 | 3× · 3×          | 29:26(15:11) | 6× · 2× · 1×  | gospodarz Widzów: 1100 Sędzia: Jakub Jerlecki, Maciej Łabuń (Szczecin) |

### Seria 19 – 23-24.02.2019
| 13119 lutego 201918:00 | Gwardia Opole       | 26:30(13:11) | Azoty-Puławy  | gospodarz Widzów: 1800 Sędzia: Michał Fabryczny (Mysłowice) Jakub Rawicki (Katowice) |
| 13119 lutego 201918:00 | Przemysław Zadura 8 | 26:30(13:11) | 7 Marko Panić | gospodarz Widzów: 1800 Sędzia: Michał Fabryczny (Mysłowice) Jakub Rawicki (Katowice) |
| 13119 lutego 201918:00 | 5× · 3×             | 26:30(13:11) | 2× · 3×       | gospodarz Widzów: 1800 Sędzia: Michał Fabryczny (Mysłowice) Jakub Rawicki (Katowice) |

| 13019 lutego 201920:15 | NMC Górnik Zabrze                     | 23:23 k. 1:3(10:11, k. 1:3) | Orlen Wisła Płock          | gospodarz Widzów: 1000 Sędzia: Andrzej Chrzan, Michał Janas (Tarnów) |
| 13019 lutego 201920:15 | Bartłomiej Tomczak 5 Iso Sluijters 5  | 23:23 k. 1:3(10:11, k. 1:3) | 6 Dan-Emil Racoțea         | gospodarz Widzów: 1000 Sędzia: Andrzej Chrzan, Michał Janas (Tarnów) |
| 13019 lutego 201920:15 | 4× · 3×                               | 23:23 k. 1:3(10:11, k. 1:3) | 5× · 2×                    | gospodarz Widzów: 1000 Sędzia: Andrzej Chrzan, Michał Janas (Tarnów) |
| 13019 lutego 201920:15 | Gliński , Sluijters , Daćko , Czuwara | Rzuty karne                 | Sulić, Tarabochia, Racoțea | gospodarz Widzów: 1000 Sędzia: Andrzej Chrzan, Michał Janas (Tarnów) |

| 12922 lutego 201918:00 | Arka Gdynia       | 27:33(12:17) | MMTS Kwidzyn                        | gospodarz Widzów: 200 Sędzia: Jakub Jerlecki, Maciej Łabuń (Szczecin) |
| 12922 lutego 201918:00 | Robert Kamyszek 9 | 27:33(12:17) | 6 Michał Peret 6 Robert Orzechowski | gospodarz Widzów: 200 Sędzia: Jakub Jerlecki, Maciej Łabuń (Szczecin) |
| 12922 lutego 201918:00 | 7× · 3×           | 27:33(12:17) | 4× · 3×                             | gospodarz Widzów: 200 Sędzia: Jakub Jerlecki, Maciej Łabuń (Szczecin) |

| 12823 lutego 201916:00 | PGE Vive Kielce | 39:23(21:11) | Piotrkowianin Piotrków Trybunalski | gospodarz Widzów: 1200 Sędzia: Sebastian Pelc, Jakub Pretzlaf (Rzeszów) |
| 12823 lutego 201916:00 | Blaž Janc 8     | 39:23(21:11) | 7 Sebastian Iskra                  | gospodarz Widzów: 1200 Sędzia: Sebastian Pelc, Jakub Pretzlaf (Rzeszów) |
| 12823 lutego 201916:00 | 3× · 1×         | 39:23(21:11) | 2× · 3×                            | gospodarz Widzów: 1200 Sędzia: Sebastian Pelc, Jakub Pretzlaf (Rzeszów) |

| 13223 lutego 201917:00 | Wybrzeże Gdańsk  | 33:28(13:14) | MKS Kalisz     | gospodarz Widzów: 850 Sędzia: Bartosz Leszczyński, Marcin Piechota (Płock) |
| 13223 lutego 201917:00 | Mateusz Wróbel 9 | 33:28(13:14) | 6 Marek Szpera | gospodarz Widzów: 850 Sędzia: Bartosz Leszczyński, Marcin Piechota (Płock) |
| 13223 lutego 201917:00 | 3× · 2×          | 33:28(13:14) | 4× · 2×        | gospodarz Widzów: 850 Sędzia: Bartosz Leszczyński, Marcin Piechota (Płock) |

| 12723 lutego 201918:00 | Pogoń Szczecin  | 27:21(14:9) | Zagłębie Lubin      | gospodarz Widzów: 400 Sędzia: Krzysztof Bąk, Kamil Ciesielski (Zielona Góra) |
| 12723 lutego 201918:00 | Dawid Krysiak 7 | 27:21(14:9) | 5 Krystian Bondzior | gospodarz Widzów: 400 Sędzia: Krzysztof Bąk, Kamil Ciesielski (Zielona Góra) |
| 12723 lutego 201918:00 | 4× · 3×         | 27:21(14:9) | 6× · 3×             | gospodarz Widzów: 400 Sędzia: Krzysztof Bąk, Kamil Ciesielski (Zielona Góra) |

| 13323 lutego 201918:00 | Chrobry Głogów                                   | 25:24(12:10) | Stal Mielec       | gospodarz Widzów: 1100 Sędzia: Mariusz Marciniak, Piotr Radziszewski (Wolsztyn) |
| 13323 lutego 201918:00 | Adam Babicz 5 Michał Bartczak 5 Kamil Sadowski 5 | 25:24(12:10) | 7 Piotr Rutkowski | gospodarz Widzów: 1100 Sędzia: Mariusz Marciniak, Piotr Radziszewski (Wolsztyn) |
| 13323 lutego 201918:00 | 2× · 3×                                          | 25:24(12:10) | 4× · 3×           | gospodarz Widzów: 1100 Sędzia: Mariusz Marciniak, Piotr Radziszewski (Wolsztyn) |

### Seria 20 – 02-03.03.2019
| 13826 lutego 201918:00 | Orlen Wisła Płock | 36:17(17:7) | Arka Gdynia    | gospodarz Widzów: 500 Sędzia: Michał Orzech, Robert Orzech (Brodnica) |
| 13826 lutego 201918:00 | Žiga Mlakar 8     | 36:17(17:7) | 4 Rafał Jamioł | gospodarz Widzów: 500 Sędzia: Michał Orzech, Robert Orzech (Brodnica) |
| 13826 lutego 201918:00 | 3×                | 36:17(17:7) | 5× · 3×        | gospodarz Widzów: 500 Sędzia: Michał Orzech, Robert Orzech (Brodnica) |

| 13926 lutego 201920:15 | MMTS Kwidzyn      | 22:39(9:20) | PGE Vive Kielce                | gospodarz Widzów: 1300 Sędzia: Bartosz Leszczyński, Marcin Piechota (Płock) |
| 13926 lutego 201920:15 | Michał Potoczny 6 | 22:39(9:20) | 8 Blaž Janc 8 Arkadiusz Moryto | gospodarz Widzów: 1300 Sędzia: Bartosz Leszczyński, Marcin Piechota (Płock) |
| 13926 lutego 201920:15 | 4× · 2×           | 22:39(9:20) | 3× · 3×                        | gospodarz Widzów: 1300 Sędzia: Bartosz Leszczyński, Marcin Piechota (Płock) |

| 13727 lutego 201918:30 | Azoty-Puławy                              | 29:29 k. 1:3(15:19, k. 1:3) | NMC Górnik Zabrze                          | gospodarz Widzów: 800 Sędzia: Marek Baranowski (Warszawa) Bogdan Lemanowicz (Płock) |
| 13727 lutego 201918:30 | Marko Panić 7                             | 29:29 k. 1:3(15:19, k. 1:3) | 6 Iso Sluijters 6 Jan Czuwara              | gospodarz Widzów: 800 Sędzia: Marek Baranowski (Warszawa) Bogdan Lemanowicz (Płock) |
| 13727 lutego 201918:30 | 2× · 3×                                   | 29:29 k. 1:3(15:19, k. 1:3) | 1× · 3×                                    | gospodarz Widzów: 800 Sędzia: Marek Baranowski (Warszawa) Bogdan Lemanowicz (Płock) |
| 13727 lutego 201918:30 | Jarosiewicz , Seroka , Matulić , Gumiński | Rzuty karne                 | Tomczak, Kubała, Buszkow, Adamuszek, Daćko | gospodarz Widzów: 800 Sędzia: Marek Baranowski (Warszawa) Bogdan Lemanowicz (Płock) |

| 1341 marca 201918:30 | Zagłębie Lubin    | 21:28(10:17) | Chrobry Głogów                 | gospodarz Widzów: 1900 Sędzia: Michał Fabryczny (Mysłowice) Jakub Rawicki (Katowice) |
| 1341 marca 201918:30 | Paweł Dudkowski 4 | 21:28(10:17) | 5 Adam Babicz 5 Tomasz Klinger | gospodarz Widzów: 1900 Sędzia: Michał Fabryczny (Mysłowice) Jakub Rawicki (Katowice) |
| 1341 marca 201918:30 | 9× · 2× · 1×      | 21:28(10:17) | 7× · 3×                        | gospodarz Widzów: 1900 Sędzia: Michał Fabryczny (Mysłowice) Jakub Rawicki (Katowice) |

| 1402 marca 201918:00 | Piotrkowianin Piotrków Trybunalski | 29:25(16:13) | Pogoń Szczecin | gospodarz Widzów: 600 Sędzia: Joanna Brehmer (Mikołów) Agnieszka Skowronek (Ruda Śląska) |
| 1402 marca 201918:00 | Filip Surosz 7 Bartosz Nastaj 7    | 29:25(16:13) | 6 Piotr Rybski | gospodarz Widzów: 600 Sędzia: Joanna Brehmer (Mikołów) Agnieszka Skowronek (Ruda Śląska) |
| 1402 marca 201918:00 | 2× · 3×                            | 29:25(16:13) | 4× · 3×        | gospodarz Widzów: 600 Sędzia: Joanna Brehmer (Mikołów) Agnieszka Skowronek (Ruda Śląska) |

| 1362 marca 201918:30 | MKS Kalisz                                      | 26:31(11:16) | Gwardia Opole     | gospodarz Widzów: 2600 Sędzia: Dariusz Mroczkowski, Jakub Mroczkowski (Sierpc) |
| 1362 marca 201918:30 | Kirył Kniazieu 5 Marek Szpera 5 Michał Bałwas 5 | 26:31(11:16) | 8 Michał Lemaniak | gospodarz Widzów: 2600 Sędzia: Dariusz Mroczkowski, Jakub Mroczkowski (Sierpc) |
| 1362 marca 201918:30 | 5× · 3×                                         | 26:31(11:16) | 3× · 3×           | gospodarz Widzów: 2600 Sędzia: Dariusz Mroczkowski, Jakub Mroczkowski (Sierpc) |

| 1353 marca 201917:00 | Stal Mielec        | 30:25(17:12) | Wybrzeże Gdańsk    | gospodarz Widzów: 290 Sędzia: Andrzej Kierczak (Pielgrzymowice) Tomasz Wrona (Kraków) |
| 1353 marca 201917:00 | Piotr Rutkowski 10 | 30:25(17:12) | 6 Adrian Kondratuk | gospodarz Widzów: 290 Sędzia: Andrzej Kierczak (Pielgrzymowice) Tomasz Wrona (Kraków) |
| 1353 marca 201917:00 | 6× · 2×            | 30:25(17:12) | 6× · 3× · 1×       | gospodarz Widzów: 290 Sędzia: Andrzej Kierczak (Pielgrzymowice) Tomasz Wrona (Kraków) |

### Seria 21 – 09-10.03.2019
| 1438 marca 201918:30 | PGE Vive Kielce                                | 30:30 k. 3:0(15:15, k. 3:0) | Orlen Wisła Płock             | gospodarz Widzów: 4000 Sędzia: Sebastian Pelc, Jakub Pretzlaf (Rzeszów) |
| 1438 marca 201918:30 | Blaž Janc 5 Uładzisłau Kulesz 5 Luka Cindrić 5 | 30:30 k. 3:0(15:15, k. 3:0) | 8 Michał Daszek               | gospodarz Widzów: 4000 Sędzia: Sebastian Pelc, Jakub Pretzlaf (Rzeszów) |
| 1438 marca 201918:30 | 4× · 3× · 1×                                   | 30:30 k. 3:0(15:15, k. 3:0) | 3× · 4× · 1×                  | gospodarz Widzów: 4000 Sędzia: Sebastian Pelc, Jakub Pretzlaf (Rzeszów) |
| 1438 marca 201918:30 | Janc , Moryto , Cindrić                        | Rzuty karne                 | Daszek, Tarabochia, Krajewski | gospodarz Widzów: 4000 Sędzia: Sebastian Pelc, Jakub Pretzlaf (Rzeszów) |

| 1419 marca 201918:00 | Piotrkowianin Piotrków Trybunalski | 30:29(16:12) | Zagłębie Lubin      | gospodarz Widzów: 650 Sędzia: Marek Baranowski (Warszawa) Bogdan Lemanowicz (Płock) |
| 1419 marca 201918:00 | Sebastian Iskra 6                  | 30:29(16:12) | 6 Krystian Bondzior | gospodarz Widzów: 650 Sędzia: Marek Baranowski (Warszawa) Bogdan Lemanowicz (Płock) |
| 1419 marca 201918:00 | 4× · 2×                            | 30:29(16:12) | 2× · 3×             | gospodarz Widzów: 650 Sędzia: Marek Baranowski (Warszawa) Bogdan Lemanowicz (Płock) |

| 1449 marca 201918:00 | Arka Gdynia       | 33:37(16:20) | Azoty-Puławy      | gospodarz Widzów: 110 Sędzia: Michał Orzech, Robert Orzech (Brodnica) |
| 1449 marca 201918:00 | Robert Kamyszek 8 | 33:37(16:20) | 6 paweł Podsiadło | gospodarz Widzów: 110 Sędzia: Michał Orzech, Robert Orzech (Brodnica) |
| 1449 marca 201918:00 | 2× · 3×           | 33:37(16:20) | 1× · 3×           | gospodarz Widzów: 110 Sędzia: Michał Orzech, Robert Orzech (Brodnica) |

| 1429 marca 201918:00 | Pogoń Szczecin                     | 17:28(5:16) | MMTS Kwidzyn      | gospodarz Widzów: 700 Sędzia: Mariusz Marciniak, Piotr Radziszewski (Wolsztyn) |
| 1429 marca 201918:00 | Mateusz Zaremba 4 Arkadiusz Bosy 4 | 17:28(5:16) | 6 Michał Potoczny | gospodarz Widzów: 700 Sędzia: Mariusz Marciniak, Piotr Radziszewski (Wolsztyn) |
| 1429 marca 201918:00 | 4× · 3×                            | 17:28(5:16) | 1× · 3×           | gospodarz Widzów: 700 Sędzia: Mariusz Marciniak, Piotr Radziszewski (Wolsztyn) |

| 1479 marca 201918:30 | Wybrzeże Gdańsk  | 25:28(14:12) | Chrobry Głogów | gospodarz Widzów: 890 Sędzia: Dariusz Mroczkowski, Jakub Mroczkowski (Sierpc) |
| 1479 marca 201918:30 | Mateusz Wróbel 7 | 25:28(14:12) | 8 Adam Babicz  | gospodarz Widzów: 890 Sędzia: Dariusz Mroczkowski, Jakub Mroczkowski (Sierpc) |
| 1479 marca 201918:30 | 7× · 3×          | 25:28(14:12) | 6× · 3×        | gospodarz Widzów: 890 Sędzia: Dariusz Mroczkowski, Jakub Mroczkowski (Sierpc) |

| 14510 marca 201917:30 | NMC Górnik Zabrze | 29:26(12:14) | MKS Kalisz     | gospodarz Widzów: 950 Sędzia: Cezary Figarski, Dariusz Żak (Radom) |
| 14510 marca 201917:30 | Iso Sluijters 7   | 29:26(12:14) | 7 Marek Szpera | gospodarz Widzów: 950 Sędzia: Cezary Figarski, Dariusz Żak (Radom) |
| 14510 marca 201917:30 | 1× · 3×           | 29:26(12:14) | 6× · 3×        | gospodarz Widzów: 950 Sędzia: Cezary Figarski, Dariusz Żak (Radom) |

| 14610 marca 201918:00 | Gwardia Opole      | 33:31(15:13) | Stal Mielec       | gospodarz Widzów: 1700 Sędzia: Filip Fahner, Łukasz Kubis (Głogów) |
| 14610 marca 201918:00 | Antoni Łangowski 8 | 33:31(15:13) | 7 Piotr Rutkowski | gospodarz Widzów: 1700 Sędzia: Filip Fahner, Łukasz Kubis (Głogów) |
| 14610 marca 201918:00 | 4× · 3×            | 33:31(15:13) | 1× · 3×           | gospodarz Widzów: 1700 Sędzia: Filip Fahner, Łukasz Kubis (Głogów) |

### Seria 22 – 13.03.2019
| 14913 marca 201918:00 | Chrobry Głogów | 29:34(12:15) | Gwardia Opole  | gospodarz Widzów: 1100 Sędzia: Jakub Jerlecki, Maciej Łabuń (Szczecin) |
| 14913 marca 201918:00 | Adam Babicz 8  | 29:34(12:15) | 7 Patryk Mauer | gospodarz Widzów: 1100 Sędzia: Jakub Jerlecki, Maciej Łabuń (Szczecin) |
| 14913 marca 201918:00 | 1× · 3×        | 29:34(12:15) | 7× · 3× · 2×   | gospodarz Widzów: 1100 Sędzia: Jakub Jerlecki, Maciej Łabuń (Szczecin) |

| 15313 marca 201918:00 | Orlen Wisła Płock | 42:21(18:11) | Pogoń Szczecin   | gospodarz Widzów: 1000 Sędzia: Łukasz Kamrowski (Cedry Wielkie) Piotr Wojdyr (Gdańsk) |
| 15313 marca 201918:00 | Žiga Mlakar 7     | 42:21(18:11) | 10 Dmytro Horiha | gospodarz Widzów: 1000 Sędzia: Łukasz Kamrowski (Cedry Wielkie) Piotr Wojdyr (Gdańsk) |
| 15313 marca 201918:00 | 4× · 3×           | 42:21(18:11) | 4× · 3×          | gospodarz Widzów: 1000 Sędzia: Łukasz Kamrowski (Cedry Wielkie) Piotr Wojdyr (Gdańsk) |

| 15413 marca 201918:00 | MMTS Kwidzyn                    | 33:28(18:14) | Piotrkowianin Piotrków Trybunalski                  | gospodarz Widzów: 1100 Sędzia: Dariusz Mroczkowski, Jakub Mroczkowski (Sierpc) |
| 15413 marca 201918:00 | Michał Peret 5 Kacper Adamski 5 | 33:28(18:14) | 5 Grzegorz Sobut 5 Adam Pacześny 5 Szymon Woynowski | gospodarz Widzów: 1100 Sędzia: Dariusz Mroczkowski, Jakub Mroczkowski (Sierpc) |
| 15413 marca 201918:00 | 4× · 3×                         | 33:28(18:14) | 6× · 4×                                             | gospodarz Widzów: 1100 Sędzia: Dariusz Mroczkowski, Jakub Mroczkowski (Sierpc) |

| 14813 marca 201918:30 | Zagłębie Lubin      | 29:25(18:11) | Wybrzeże Gdańsk     | gospodarz Widzów: 411 Sędzia: Mariusz Marciniak, Piotr Radziszewski (Wolsztyn) |
| 14813 marca 201918:30 | Krystian Bondzior 5 | 29:25(18:11) | 7 Adrian Kondratiuk | gospodarz Widzów: 411 Sędzia: Mariusz Marciniak, Piotr Radziszewski (Wolsztyn) |
| 14813 marca 201918:30 | 3× · 3×             | 29:25(18:11) | 5× · 3×             | gospodarz Widzów: 411 Sędzia: Mariusz Marciniak, Piotr Radziszewski (Wolsztyn) |

| 15113 marca 201918:30 | MKS Kalisz                    | 27:16(11:7) | Arka Gdynia    | gospodarz Widzów: 1997 |
| 15113 marca 201918:30 | Kamil Adamski 5 Michał Drej 5 | 27:16(11:7) | 5 Rafał Jamioł | gospodarz Widzów: 1997 |
| 15113 marca 201918:30 | 2× · 3×                       | 27:16(11:7) | 3× · 2×        | gospodarz Widzów: 1997 |

| 15013 marca 201919:00 | Stal Mielec       | 25:37(12:18) | NMC Górnik Zabrze | gospodarz Widzów: 295 Sędzia: Grzegorz Młyński (Zwoleń) Rafał Puszkarski (Legionowo) |
| 15013 marca 201919:00 | Piotr Rutkowski 6 | 25:37(12:18) | 8 Iso Sluijters   | gospodarz Widzów: 295 Sędzia: Grzegorz Młyński (Zwoleń) Rafał Puszkarski (Legionowo) |
| 15013 marca 201919:00 | 5× · 3× · 1×      | 25:37(12:18) | 7× · 3×           | gospodarz Widzów: 295 Sędzia: Grzegorz Młyński (Zwoleń) Rafał Puszkarski (Legionowo) |

| 15213 marca 201920:15 | Azoty-Puławy                    | 30:35(15:17) | PGE Vive Kielce      | gospodarz Widzów: 800 Sędzia: Bartosz Leszczyński, Marcin Piechota (Płock) |
| 15213 marca 201920:15 | Marko Panić 7 Paweł Podsiadło 7 | 30:35(15:17) | 8 Mariusz Jurkiewicz | gospodarz Widzów: 800 Sędzia: Bartosz Leszczyński, Marcin Piechota (Płock) |
| 15213 marca 201920:15 | 4× · 3× · 1×                    | 30:35(15:17) | 5× · 2×              | gospodarz Widzów: 800 Sędzia: Bartosz Leszczyński, Marcin Piechota (Płock) |

### Seria 23 – 16-17.03.2019
| 15816 marca 201916:00 | PGE Vive Kielce | 43:20(21:10) | MKS Kalisz       | gospodarz Widzów: 1300 Sędzia: Andrzej Kierczak (Pielgrzymowice) Tomasz Wrona (Kraków) |
| 15816 marca 201916:00 | Blaž Janc 11    | 43:20(21:10) | 5 Kirył Kniazieu | gospodarz Widzów: 1300 Sędzia: Andrzej Kierczak (Pielgrzymowice) Tomasz Wrona (Kraków) |
| 15816 marca 201916:00 | 2× · 3×         | 43:20(21:10) | 4× · 3×          | gospodarz Widzów: 1300 Sędzia: Andrzej Kierczak (Pielgrzymowice) Tomasz Wrona (Kraków) |

| 15616 marca 201918:00 | Piotrkowianin Piotrków Trybunalski | 24:40(11:18) | Orlen Wisła Płock                | gospodarz Widzów: 670 Sędzia: Michał Fabryczny (Mysłowice) Jakub Rawicki (Katowice) |
| 15616 marca 201918:00 | Adam Pacześny 5                    | 24:40(11:18) | 7 Renato Sulić 7 Ondřej Zdráhala | gospodarz Widzów: 670 Sędzia: Michał Fabryczny (Mysłowice) Jakub Rawicki (Katowice) |
| 15616 marca 201918:00 | 2× · 3×                            | 24:40(11:18) | 2× · 2×                          | gospodarz Widzów: 670 Sędzia: Michał Fabryczny (Mysłowice) Jakub Rawicki (Katowice) |

| 15716 marca 201918:00 | Pogoń Szczecin  | 30:37(14:18) | Azoty-Puławy  | gospodarz Widzów: 200 Sędzia: Korneliusz Habierski, Grzegorz Skrobak (Głogów) |
| 15716 marca 201918:00 | Dmytro Horiha 8 | 30:37(14:18) | 9 marko Panić | gospodarz Widzów: 200 Sędzia: Korneliusz Habierski, Grzegorz Skrobak (Głogów) |
| 15716 marca 201918:00 | 3× · 3×         | 30:37(14:18) | 3× · 3×       | gospodarz Widzów: 200 Sędzia: Korneliusz Habierski, Grzegorz Skrobak (Głogów) |

| 16016 marca 201918:30 | NMC Górnik Zabrze   | 29:24(13:7) | Chrobry Głogów                            | gospodarz Widzów: 900 Sędzia: Kamil Dąbrowski, Paweł Staniek (Kielce) |
| 16016 marca 201918:30 | Alensandr Buszkow 7 | 29:24(13:7) | 5 Bartosz Warmijak 5 Stanisław Makowiejew | gospodarz Widzów: 900 Sędzia: Kamil Dąbrowski, Paweł Staniek (Kielce) |
| 16016 marca 201918:30 | 6× · 3× · 1×        | 29:24(13:7) | 9× · 4×                                   | gospodarz Widzów: 900 Sędzia: Kamil Dąbrowski, Paweł Staniek (Kielce) |

| 15917 marca 201914:00 | Arka Gdynia                        | 30:35(11:20) | Stal Mielec   | gospodarz Widzów: 200 Sędzia: Marek Baranowski (Warszawa) Bogdan Lemanowicz (Płock) |
| 15917 marca 201914:00 | Robert Kamyszek 7 Dawid Przysiek 7 | 30:35(11:20) | 7 Piotr Krępa | gospodarz Widzów: 200 Sędzia: Marek Baranowski (Warszawa) Bogdan Lemanowicz (Płock) |
| 15917 marca 201914:00 | 6× · 4×                            | 30:35(11:20) | 2× · 2×       | gospodarz Widzów: 200 Sędzia: Marek Baranowski (Warszawa) Bogdan Lemanowicz (Płock) |

| 15517 marca 201917:00 | MMTS Kwidzyn                     | 25:23(10:10) | Zagłębie Lubin     | gospodarz Widzów: 1200 Sędzia: Grzegorz Młyński (Zwoleń) Rafał Puszkarski (Legionowo) |
| 15517 marca 201917:00 | Michał Peret 6 Andrzej Kryński 6 | 25:23(10:10) | 5 Roman Chychykalo | gospodarz Widzów: 1200 Sędzia: Grzegorz Młyński (Zwoleń) Rafał Puszkarski (Legionowo) |
| 15517 marca 201917:00 | 6× · 2×                          | 25:23(10:10) | 6× · 3×            | gospodarz Widzów: 1200 Sędzia: Grzegorz Młyński (Zwoleń) Rafał Puszkarski (Legionowo) |

| 16117 marca 201918:00 | Gwardia Opole  | 32:29(14:13) | Wybrzeże Gdańsk                                     | gospodarz Widzów: 1500 Sędzia: Krzysztof Bąk, Kamil Ciesielski (Zielona Góra) |
| 16117 marca 201918:00 | Patryk Mauer 7 | 32:29(14:13) | 5 Mateusz Wróbel 5 Ramon Oliveira 5 Krzysztof Gądek | gospodarz Widzów: 1500 Sędzia: Krzysztof Bąk, Kamil Ciesielski (Zielona Góra) |
| 16117 marca 201918:00 | 3× · 3×        | 32:29(14:13) | 3× · 2×                                             | gospodarz Widzów: 1500 Sędzia: Krzysztof Bąk, Kamil Ciesielski (Zielona Góra) |

### Seria 24 – 23-24.03.2019
| 16519 marca 201920:00 | Stal Mielec    | 28:39(16:20) | PGE Vive Kielce     | gospodarz Widzów: 250 Sędzia: Cezary Figarski, Dariusz Żak (Radom) |
| 16519 marca 201920:00 | Daniel Dutka 5 | 28:39(16:20) | 9 Uładzisłau Kulesz | gospodarz Widzów: 250 Sędzia: Cezary Figarski, Dariusz Żak (Radom) |
| 16519 marca 201920:00 | 1× · 3×        | 28:39(16:20) | 2× · 3×             | gospodarz Widzów: 250 Sędzia: Cezary Figarski, Dariusz Żak (Radom) |

| 16720 marca 201918:00 | Azoty-Puławy      | 31:27(14:11) | Piotrkowianin Piotrków Trybunalski | gospodarz Widzów: 800 Sędzia: Kamil Dąbrowski, Paweł Staniek (Kielce) |
| 16720 marca 201918:00 | Paweł Podsiadło 7 | 31:27(14:11) | 8 Piotr Swat                       | gospodarz Widzów: 800 Sędzia: Kamil Dąbrowski, Paweł Staniek (Kielce) |
| 16720 marca 201918:00 | 4× · 3×           | 31:27(14:11) | 3× · 3×                            | gospodarz Widzów: 800 Sędzia: Kamil Dąbrowski, Paweł Staniek (Kielce) |

| 16820 marca 201920:15 | Orlen Wisła Płock | 29:16(15:7) | MMTS Kwidzyn      | gospodarz Widzów: 800 Sędzia: Michał Orzech, Robert Orzech (Brodnica) |
| 16820 marca 201920:15 | Michał Daszek 10  | 29:16(15:7) | 4 Andrzej Kryński | gospodarz Widzów: 800 Sędzia: Michał Orzech, Robert Orzech (Brodnica) |
| 16820 marca 201920:15 | 5× · 2×           | 29:16(15:7) | 3× · 4× · 2×      | gospodarz Widzów: 800 Sędzia: Michał Orzech, Robert Orzech (Brodnica) |

| 16321 marca 201918:30 | Wybrzeże Gdańsk                                                               | 32:31(15:16) | NMC Górnik Zabrze                                            | gospodarz Widzów: 750 Sędzia: Jakub Jerlecki, Maciej Łabuń (Szczecin) |
| 16321 marca 201918:30 | Mateusz Wróbel 6 Adrian Kondratiuk 6 Krzysztof Komarzewski 6 Kamil Adamczyk 6 | 32:31(15:16) | 6 Bartłomiej Tomczak 6 Aleksander Tatarincew 6 Iso Sluijters | gospodarz Widzów: 750 Sędzia: Jakub Jerlecki, Maciej Łabuń (Szczecin) |
| 16321 marca 201918:30 | 5× · 3×                                                                       | 32:31(15:16) | 2× · 3×                                                      | gospodarz Widzów: 750 Sędzia: Jakub Jerlecki, Maciej Łabuń (Szczecin) |

| 16423 marca 201918:00 | Chrobry Głogów    | 41:29(18:15) | Arka Gdynia       | gospodarz Widzów: 900 Sędzia: Mariusz Marciniak, Piotr Radziszewski (Wolsztyn) |
| 16423 marca 201918:00 | Tomasz Klinger 10 | 41:29(18:15) | 9 Robert Kamyszek | gospodarz Widzów: 900 Sędzia: Mariusz Marciniak, Piotr Radziszewski (Wolsztyn) |
| 16423 marca 201918:00 | 9× · 3× · 1×      | 41:29(18:15) | 7× · 3×           | gospodarz Widzów: 900 Sędzia: Mariusz Marciniak, Piotr Radziszewski (Wolsztyn) |

| 16623 marca 201918:30 | MKS Kalisz                             | 22:22 k. 4:2(11:11, k. 4:2) | Pogoń Szczecin                | gospodarz Widzów: 1800 Sędzia: Korneliusz Habierski, Grzegorz Skrobak (Głogów) |
| 16623 marca 201918:30 | Maciej Pilitowski 6                    | 22:22 k. 4:2(11:11, k. 4:2) | 7 Mateusz Zaremba             | gospodarz Widzów: 1800 Sędzia: Korneliusz Habierski, Grzegorz Skrobak (Głogów) |
| 16623 marca 201918:30 | 6× · 3× · 1×                           | 22:22 k. 4:2(11:11, k. 4:2) | 3× · 3×                       | gospodarz Widzów: 1800 Sędzia: Korneliusz Habierski, Grzegorz Skrobak (Głogów) |
| 16623 marca 201918:30 | Drej , Czerwiński , Kniazieu , Krytski | Rzuty karne                 | Rybski, Krysiak, Bosy, Horiha | gospodarz Widzów: 1800 Sędzia: Korneliusz Habierski, Grzegorz Skrobak (Głogów) |

| 16224 marca 201913:00 | Zagłębie Lubin     | 26:19(14:10) | Gwardia Opole     | gospodarz Widzów: 600 Sędzia: Krzysztof Bąk, Kamil Ciesielski (Zielona Góra) |
| 16224 marca 201913:00 | Roman Chychykalo 8 | 26:19(14:10) | 6 Michał Lemaniak | gospodarz Widzów: 600 Sędzia: Krzysztof Bąk, Kamil Ciesielski (Zielona Góra) |
| 16224 marca 201913:00 | 4× · 3×            | 26:19(14:10) | 3× · 3×           | gospodarz Widzów: 600 Sędzia: Krzysztof Bąk, Kamil Ciesielski (Zielona Góra) |

### Seria 25 – 30-31.03.2019
| 16926 marca 201918:00 | Orlen Wisła Płock             | 28:20(14:11) | Zagłębie Lubin      | gospodarz Widzów: 500 Sędzia: Mariusz Marciniak, Piotr Radziszewski (Wolsztyn) |
| 16926 marca 201918:00 | Žiga Mlakar 5 Michał Daszek 5 | 28:20(14:11) | 4 Krystian Bondzior | gospodarz Widzów: 500 Sędzia: Mariusz Marciniak, Piotr Radziszewski (Wolsztyn) |
| 16926 marca 201918:00 | 1× · 2×                       | 28:20(14:11) | 2× · 3×             | gospodarz Widzów: 500 Sędzia: Mariusz Marciniak, Piotr Radziszewski (Wolsztyn) |

| 17326 marca 201918:30 | PGE Vive Kielce              | 35:27(19:14) | Chrobry Głogów                       | gospodarz |
| 17326 marca 201918:30 | Blaž Janc 6 Arciom Karalok 6 | 35:27(19:14) | 6 Stanisław Makowiejew 6 Adam Babicz | gospodarz |
| 17326 marca 201918:30 | 2× · 4×                      | 35:27(19:14) | 3× · 2×                              | gospodarz |

| 17027 marca 201920:15 | MMTS Kwidzyn         | 28:26(9:12) | Azoty-Puławy | gospodarz Widzów: 1200 Sędzia: Marek Baranowski (Warszawa) Bogdan Lemanowicz (Płock) |
| 17027 marca 201920:15 | Robert Orzechowski 7 | 28:26(9:12) | 7 Ante Kaleb | gospodarz Widzów: 1200 Sędzia: Marek Baranowski (Warszawa) Bogdan Lemanowicz (Płock) |
| 17027 marca 201920:15 | 1× · 3×              | 28:26(9:12) | 4× · 3×      | gospodarz Widzów: 1200 Sędzia: Marek Baranowski (Warszawa) Bogdan Lemanowicz (Płock) |

| 17428 marca 201918:00 | Arka Gdynia        | 34:42(17:20) | Wybrzeże Gdańsk         | gospodarz Widzów: 1000 Sędzia: Dariusz Mroczkowski, Jakub Mroczkowski (Sierpc) |
| 17428 marca 201918:00 | Rafał Rychlewski 8 | 34:42(17:20) | 9 Krzysztof Komarzewski | gospodarz Widzów: 1000 Sędzia: Dariusz Mroczkowski, Jakub Mroczkowski (Sierpc) |
| 17428 marca 201918:00 | 8× · 3× · 1×       | 34:42(17:20) | 2× · 3×                 | gospodarz Widzów: 1000 Sędzia: Dariusz Mroczkowski, Jakub Mroczkowski (Sierpc) |

| 17129 marca 201918:30 | Piotrkowianin Piotrków Trybunalski | 27:22(15:12) | MKS Kalisz                   | gospodarz Widzów: 600 Sędzia: Filip Fahner, Łukasz Kubis (Głogów) |
| 17129 marca 201918:30 | Tomasz Mróz 6                      | 27:22(15:12) | 5 Michał Drej 5 Marek Szpera | gospodarz Widzów: 600 Sędzia: Filip Fahner, Łukasz Kubis (Głogów) |
| 17129 marca 201918:30 | 2× · 1×                            | 27:22(15:12) | 4× · 3×                      | gospodarz Widzów: 600 Sędzia: Filip Fahner, Łukasz Kubis (Głogów) |

| 17230 marca 201918:00 | Pogoń Szczecin                 | 28:31(15:17) | Stal Mielec         | gospodarz Widzów: 350 Sędzia: Krzysztof Bąk, Kamil Ciesielski (Zielona Góra) |
| 17230 marca 201918:00 | Arkadiusz Bosy 8 Paweł Krupa 8 | 28:31(15:17) | 8 Bartosz Kowalczyk | gospodarz Widzów: 350 Sędzia: Krzysztof Bąk, Kamil Ciesielski (Zielona Góra) |
| 17230 marca 201918:00 | 4× · 3× · 1×                   | 28:31(15:17) | 3× · 3×             | gospodarz Widzów: 350 Sędzia: Krzysztof Bąk, Kamil Ciesielski (Zielona Góra) |

| 17531 marca 201913:00 | Gwardia Opole                      | 26:23(15:10) | NMC Górnik Zabrze | gospodarz Widzów: 1500 Sędzia: Bartosz Leszczyński, Marcin Piechota (Płock) |
| 17531 marca 201913:00 | Patryk Mauer 6 Mateusz Jankowski 6 | 26:23(15:10) | 9 Iso Sluijters   | gospodarz Widzów: 1500 Sędzia: Bartosz Leszczyński, Marcin Piechota (Płock) |
| 17531 marca 201913:00 | 5× · 3×                            | 26:23(15:10) | 5× · 3×           | gospodarz Widzów: 1500 Sędzia: Bartosz Leszczyński, Marcin Piechota (Płock) |

### Seria 26 – 03.04.2019
| 1782 kwietnia 201918:00 | Wybrzeże Gdańsk      | 29:42(13:24) | PGE Vive Kielce    | gospodarz Widzów: 1300 Sędzia: Bartosz Leszczyński, Marcin Piechota (Płock) |
| 1782 kwietnia 201918:00 | Andrian Kondratiuk 6 | 29:42(13:24) | 9 Arkadiusz Moryto | gospodarz Widzów: 1300 Sędzia: Bartosz Leszczyński, Marcin Piechota (Płock) |
| 1782 kwietnia 201918:00 | 4× · 2×              | 29:42(13:24) | 2× · 1×            | gospodarz Widzów: 1300 Sędzia: Bartosz Leszczyński, Marcin Piechota (Płock) |

| 1792 kwietnia 201918:00 | Chrobry Głogów         | 25:28(13:14) | Pogoń Szczecin                    | gospodarz Widzów: 800 Sędzia: Joanna Brehmer (Mikołów) Agnieszka Skowronek (Ruda Śląska) |
| 1792 kwietnia 201918:00 | Syanisław Makowiejew 9 | 25:28(13:14) | 5 Mateusz Zaremba 5 Dawid Krysiak | gospodarz Widzów: 800 Sędzia: Joanna Brehmer (Mikołów) Agnieszka Skowronek (Ruda Śląska) |
| 1792 kwietnia 201918:00 | 4× · 3×                | 25:28(13:14) | 3× · 3×                           | gospodarz Widzów: 800 Sędzia: Joanna Brehmer (Mikołów) Agnieszka Skowronek (Ruda Śląska) |

| 1763 kwietnia 201918:00 | Zagłębie Lubin     | 16:28(6:14) | NMC Górnik Zabrze   | gospodarz Widzów: 420 Sędzia: Krzysztof Bąk, Kamil Ciesielski (Zielona Góra) |
| 1763 kwietnia 201918:00 | Stanisław Gębala 4 | 16:28(6:14) | 5 Aleksandr Buszkow | gospodarz Widzów: 420 Sędzia: Krzysztof Bąk, Kamil Ciesielski (Zielona Góra) |
| 1763 kwietnia 201918:00 | 3× · 3× · 1×       | 16:28(6:14) | 4× · 3× · 1×        | gospodarz Widzów: 420 Sędzia: Krzysztof Bąk, Kamil Ciesielski (Zielona Góra) |

| 1773 kwietnia 201918:30 | Gwardia Opole | 30:19(13:12) | Arka Gdynia        | gospodarz Widzów: 1000 Sędzia: Korneliusz Habierski, Grzegorz Skrobak (Głogów) |
| 1773 kwietnia 201918:30 | Jan Klimków 5 | 30:19(13:12) | 4 Rafał Rychlewski | gospodarz Widzów: 1000 Sędzia: Korneliusz Habierski, Grzegorz Skrobak (Głogów) |
| 1773 kwietnia 201918:30 | 3× · 3×       | 30:19(13:12) | 4× · 3×            | gospodarz Widzów: 1000 Sędzia: Korneliusz Habierski, Grzegorz Skrobak (Głogów) |

| 1813 kwietnia 201918:30 | MKS Kalisz                            | 23:23 k. 4:2(15:11, k. 4:2) | MMTS Kwidzyn                           | gospodarz Widzów: 1600 Sędzia: Michał Fabryczny (Mysłowice) Jakub Rawicki (Katowice) |
| 1813 kwietnia 201918:30 | Maciej Pilitowski 5                   | 23:23 k. 4:2(15:11, k. 4:2) | 7 Robert Orzechowski                   | gospodarz Widzów: 1600 Sędzia: Michał Fabryczny (Mysłowice) Jakub Rawicki (Katowice) |
| 1813 kwietnia 201918:30 | 3× · 3×                               | 23:23 k. 4:2(15:11, k. 4:2) | 1× · 2×                                | gospodarz Widzów: 1600 Sędzia: Michał Fabryczny (Mysłowice) Jakub Rawicki (Katowice) |
| 1813 kwietnia 201918:30 | Czerwiński , Krytski , Drej , Adamski | Rzuty karne                 | Nogowski, Janiszewski, Rosiak, Krieger | gospodarz Widzów: 1600 Sędzia: Michał Fabryczny (Mysłowice) Jakub Rawicki (Katowice) |

| 1803 kwietnia 201919:30 | Stal Mielec   | 27:29(13:14) | Piotrkowianin Piotrków Trybunalski | gospodarz Widzów: 270 Sędzia: Andrzej Kierczak (Pielgrzymowice) Tomasz Wrona (Kraków) |
| 1803 kwietnia 201919:30 | Rafał Krupa 6 | 27:29(13:14) | 8 Marcin Szopa 8 Bartosz Nastaj    | gospodarz Widzów: 270 Sędzia: Andrzej Kierczak (Pielgrzymowice) Tomasz Wrona (Kraków) |
| 1803 kwietnia 201919:30 | 3× · 2×       | 27:29(13:14) | 3× · 2× · 1×                       | gospodarz Widzów: 270 Sędzia: Andrzej Kierczak (Pielgrzymowice) Tomasz Wrona (Kraków) |

| 1823 kwietnia 201920:15 | Azoty-Puławy  | 21:24(10:9) | Orlen Wisła Płock | gospodarz Widzów: 750 Sędzia: Sebastian Pelc, Jakub Pretzlaf (Rzeszów) |
| 1823 kwietnia 201920:15 | Marko Panić 5 | 21:24(10:9) | 7 Renato Sulić    | gospodarz Widzów: 750 Sędzia: Sebastian Pelc, Jakub Pretzlaf (Rzeszów) |
| 1823 kwietnia 201920:15 | 4× · 3×       | 21:24(10:9) | 3× · 2×           | gospodarz Widzów: 750 Sędzia: Sebastian Pelc, Jakub Pretzlaf (Rzeszów) |